# Sandakańskie marsze śmierci

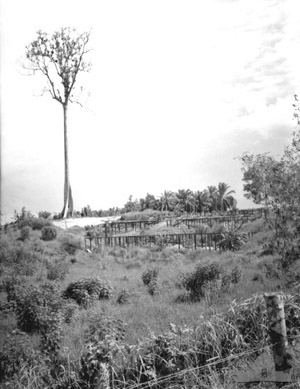
Teren obozu jenieckiego w Sandakanie 24 października 1945 roku, kilka miesięcy po zniszczeniu obozu przez wycofujące się wojska japońskie. Na terenie tzw. obozu nr 1 (na zdjęciu) odkryto później masowe groby zawierające ciała 300 australijskich i brytyjskich jeńców. Uważa się, że byli to żołnierze pozostawieni w obozie po drugim marszu. W każdym grobie znajdowało się po kilka ciał, w niektórych przypadkach nawet dziesięć

Sandakańskie marsze śmierci (ang. Sandakan Death Marches) – przymusowa ewakuacja alianckich jeńców wojennych więzionych w obozie jenieckim w Sandakanie na Borneo Północnym, przeprowadzona przez Cesarską Armię Japońską w 1945 roku, w ostatniej fazie wojny na Pacyfiku, zakończona eksterminacją ponad 99% jeńców.
W styczniu 1945 roku w związku z obawami przed aliancką inwazją oraz zniszczeniem lotniska, przy którego budowie pracowali jeńcy, dowództwo japońskiej 37 Armii postanowiło przenieść jeńców na zachodnie wybrzeże protektoratu. Ze względu na fakt, iż alianci panowali na morzu i w powietrzu, ewakuacja została przeprowadzona drogą lądową. Pierwsza grupa jeńców wyruszyła z Sandakanu 28 stycznia, druga – 29 maja, a trzecia – 15 czerwca. Przemarsz przez bagna i pokryte gęstą puszczą góry zamienił się w „marsz śmierci”, podczas którego Australijczycy i Brytyjczycy masowo ginęli z wyczerpania lub z rąk strażników. Ostatecznie zamiast do odległego o 400 km celu – Tuaran, jeńcy dotarli tylko do Ranau na 250. kilometrze szlaku. Niezdolnych do marszu pozostawiono w Sandakanie, gdzie wszyscy zmarli z głodu i chorób lub zostali zabici przez strażników. Niemal wszyscy jeńcy, którym udało się dotrzeć do Ranau, także zmarli lub zostali wymordowani.
Spośród 2434 Australijczyków i Brytyjczyków, których więziono w Sandakanie, przeżyło zaledwie sześciu. Byli to wyłącznie Australijczycy i wszyscy byli uciekinierami. Powszechnie uważa się, że „sandakańskie marsze śmierci” były największą pojedynczą zbrodnią, której ofiarą padli australijscy żołnierze podczas II wojny światowej.
Z ustaleń australijskiej badaczki Lynette Ramsay Silver wynika, że znaczna liczba jeńców więzionych w Sandakanie mogłaby ocaleć, gdyby doszła do skutku planowana akcja ich uwolnienia – operacja Kingfisher. Na skutek opóźnień i błędów popełnionych przez dowództwo australijskiego Services Reconnaissance Department, przede wszystkim z powodu złego rozpoznania, miała ona zostać jednak odwołana. Po wojnie, w obawie przed skandalem, australijskie dowództwo miało celowo zatajać te fakty, utrzymując, że operacja była niewykonalna i nigdy nie wyszła poza stadium rozważań. Jednocześnie odpowiedzialnością za pozostawienie jeńców na łasce Japończyków fałszywie obarczono amerykańskiego generała Douglasa MacArthura. Z tezami Silver nie zgadza się część australijskich autorów, w tym Paul Ham.

## Tło sytuacyjne

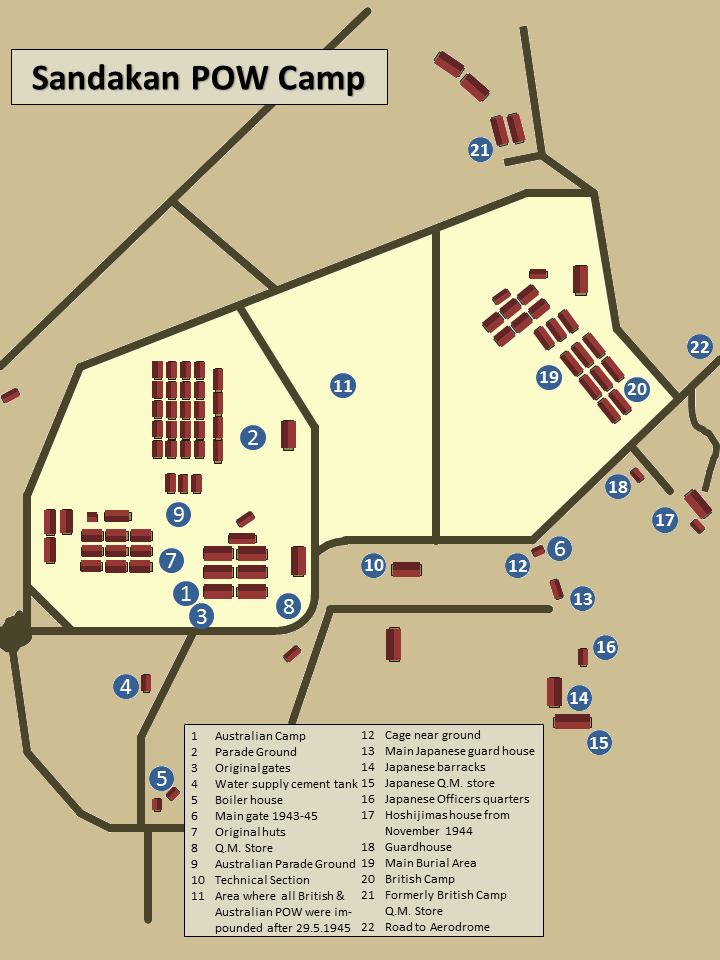
Schemat obozu jenieckiego w Sandakanie

W czasie wojny na Pacyfiku w pobliżu Sandakanu, stolicy brytyjskiego protektoratu Borneo Północne, funkcjonował obóz jeniecki zorganizowany przez Cesarską Armię Japońską dla wziętych do niewoli żołnierzy alianckich. Pierwszy jeniecki kontyngent, znany pod nazwą Force B, osadzono w obozie 19 lipca 1942 roku. W jego składzie znalazło się 1494 Australijczyków – żołnierzy 8 Dywizji Piechoty, których pięć miesięcy wcześniej wzięto do niewoli w Singapurze. W kwietniu 1943 roku do Sandakanu przywieziono dwie nowe grupy jeńców. W pierwszej znalazło się 776 żołnierzy. Niemal wszyscy – z wyjątkiem sześciu Australijczyków i jednego Południowoafrykańczyka – byli Brytyjczykami, żołnierzami Royal Air Force i Royal Artillery, których wzięto do niewoli na Jawie, a później osadzono w obozie jenieckim Changi w Singapurze. W drugiej grupie, znanej pod nazwą Force E, znalazło się 503 jeńców. Podobnie jak w przypadku Force B byli to Australijczycy, spośród których zdecydowaną większość wzięto do niewoli podczas bitwy o Singapur.
Jeńców osadzono w Sandakanie, aby pracowali przy budowie japońskiego lotniska wojskowego. Początkowo warunki bytowe, wyżywienie i traktowanie były stosunkowo znośne. Wkrótce sytuacja w obozie zaczęła się jednak pogarszać. Z końcem 1942 roku wzrosła liczba przypadków dyzenterii, malarii, beri-beri i grzybicy. Wielu jeńców cierpiało także z powodu tropikalnych wrzodów. Jesienią 1942 roku i w kwietniu 1943 roku obozową załogę wzmocniły dwie grupy strażników z Formozy, którzy traktowali jeńców z wielką brutalnością. Mimo wszystko śmiertelność wśród Australijczyków utrzymywała się przez długi czas na stosunkowo niskim poziomie. O ile do połowy listopada 1942 roku zmarło czternastu jeńców, o tyle w pierwszej połowie 1943 roku i przez większą część 1944 roku liczba zgonów nie przekroczyła jednego miesięcznie. Większa śmiertelność występowała wśród jeńców brytyjskich, gdyż wielu dotarło do Sandakanu w złym stanie fizycznym, a ponadto warunki panujące w obozie „brytyjskim” były bardzo prymitywne.
Latem 1943 roku miały miejsce wydarzenia, które japońskie władze określiły mianem „incydentu sandakańskiego”. Kempeitai rozbiła wtedy jeniecki ruch oporu oraz współpracującą z nim cywilną siatkę konspiracyjną z Sandakanu. W obozie odnaleziono potajemnie zbudowane przez Australijczyków nadajnik radiowy i radioodbiornik. Od tego momentu sytuacja jeńców stale się pogarszała. W sierpniu i październiku 1943 roku z obozu usunięto większość kadry oficerskiej, przenosząc ją do obozu jenieckiego Batu Lintang w Kuchingu. Na miejscu pozostało tylko ośmiu oficerów australijskich i dziesięciu oficerów brytyjskich. W czerwcu 1944 roku stu jeńców, w tym 99 Brytyjczyków przeniesiono do obozu na wyspie Labuan.
Jeńców z Sandakanu uznano za szczególnie buntowniczo nastawionych, stąd dowództwo japońskiej 37 Armii zarządziło zmniejszenie racji żywnościowych, licząc na to, że w przypadku alianckiej inwazji osłabieni głodem jeńcy nie będą w stanie wszcząć buntu. O ile w 1942 roku jeńcy wykonujący ciężkie prace fizyczne otrzymywali dzienną rację 750 gramów ryżu, a pozostali – 550 gramów, o tyle po „incydencie” stopniowo ją zmniejszano, aż wreszcie w styczniu 1945 roku wynosiła zaledwie 70 gramów na osobę. Ponadto w sierpniu 1944 roku zaprzestano wydawania warzyw, a miesiąc później na stałe zamknięto jeniecką kantynę. Jeńcom uniemożliwiono jednocześnie nabywania żywności od miejscowej ludności. Przed głodem chwilowo ratowały jedynie warzywa uprawiane w jenieckich ogródkach oraz zastąpienie ryżu tapioką. W dodatku po „incydencie” niemal całkowicie ustał szmugiel lekarstw. W maju 1944 roku do obozu po raz pierwszy i ostatni dotarły paczki Czerwonego Krzyża, lecz większa część ich zawartości została zdefraudowana przez strażników. W połowie tegoż roku jeniecką część obozu pozbawiono dostępu do elektryczności i bieżącej wody. Mimo zmniejszenia liczby jeńców oraz rosnących niedoborów żywności Japończycy oczekiwali, że prace na lotnisku będą prowadzone z tą samą intensywnością. Wzrosła brutalność strażników, którzy pod byle pretekstem bili jeńców lub karali ich uwięzieniem w klatce. Jednocześnie zakazano wszelkich form aktywności kulturalnej i sportowej.
30 października 1944 roku Sandakan po raz pierwszy zaatakowało alianckie lotnictwo. Amerykańskie myśliwce P-38 Lightning zniszczyły wtedy na ziemi kilkadziesiąt japońskich samolotów. W nalocie zginęło także kilku jeńców. W Boże Narodzenie 1944 roku amerykańskie bombowce B-24 Liberator zbombardowały lotnisko, tym razem wyłączając je z użytku. Jeńców zmuszono do pracy przy naprawie zniszczeń, lecz już trzy dni później lotnisko ponownie padło ofiarą ciężkiego nalotu. W styczniu 1945 roku prace na lotnisku zostały ostatecznie wstrzymane.
Pod koniec lata 1944 roku w Sandakanie przebywało około 2,2 tys. alianckich jeńców wojennych. Pod koniec tegoż roku śmiertelność zaczęła rosnąć w zastraszającym tempie, co było związane przede wszystkim z drastycznym zmniejszeniem racji żywnościowych. W listopadzie zmarło 25 jeńców, a w grudniu – 55 jeńców. W styczniu 1945 roku w samym tylko obozie australijskim zmarło 65 jeńców.

## Przebieg wydarzeń

### Decyzja i przygotowania
Amerykańskie zwycięstwa na Filipinach spowodowały, że Borneo Północne znalazło się w bezpośrednim sąsiedztwie strefy działań wojennych. W tej sytuacji dowództwo 37 Armii podjęło decyzję o reorganizacji linii obronnych. Oddziały stacjonujące w rejonie Sandakanu postanowiono przerzucić na zachodnie wybrzeże protektoratu, w rejon Jesselton i Tuaran. Jako że lotnisko w Sandakanie było zniszczone, Japończycy uznali, że dalsze przetrzymywanie jeńców w tamtejszym obozie jest pozbawione sensu. Tych, którzy byli zdolni do pracy, postanowiono ewakuować wraz z garnizonem. Ze względu na fakt, iż alianci całkowicie panowali na morzu i w powietrzu, jeńcy i żołnierze mogli dostać się do miejsca przeznaczenia jedynie drogą lądową.
Sandakan dzieli od Tuaran odległość ponad 400 kilometrów. W czasie wojny obu miejscowości nie łączyła żadna droga w zachodnim rozumieniu tego słowa. Teoretycznie było możliwe, aby Japończycy skorzystali z sieci żeglownych rzek i łączących je pieszych ścieżek, które razem tworzyły relatywnie dogodny szlak na odcinku między Beluran a Tuaran. Postanowiono jednak przeprowadzić jeńców i żołnierzy szlakiem biegnącym bardziej na południe, który wytyczono zaledwie pół roku wcześniej. Pomocy w wytyczeniu tej trasy udzielili Japończykom dwaj miejscowi Borneańczycy: Beide Willie – zastępca szefa dystryktu Beluran, oraz Orang Tuan Kulang – naczelnik plemienia Dusan. Obaj, o czym okupanci nie wiedzieli, byli zdeklarowanymi zwolennikami aliantów. Nie spodziewając się, że trasą tą będą kiedyś maszerować jeńcy wojenni, rozmyślnie doradzili Japończykom, aby wytyczyć szlak przez najtrudniej dostępne i najbardziej niebezpieczne obszary interioru.
Z Sandakanu do Beluran (na 67. kilometrze trasy) można było przedostać się stosunkowo dogodną ścieżką, nadającą się nawet do jazdy konnej. Dalej szlak prowadził jednak przez nisko położone bagna, a następnie przez niezwykle gęsty las deszczowy. Po drodze maszerujący musieli pokonać wiele rzek i strumieni, spośród których największymi były Dusun (na 53. kilometrze), Kolapis (na 70. kilometrze), Muanad/Munyed (na 79. kilometrze), Pandan Pandan (na 93. kilometrze), Mandorin (na 96. kilometrze) i Sapapiyau (na 101. kilometrze). Następnie szlak skręcał na zachód, pokonując po drodze rzeki Celo i Bonkud. W rejonie wsi Boto trasa skręcała na południowy zachód, biegnąc przez pewien czas wzdłuż brzegów rzeki Telupid, a następnie skręcała na północny zachód. Ta część szlaku biegła przez wyżej położone tereny, również poprzecinane licznymi ciekami wodnymi. Po przekroczeniu Telupid rozpoczynał się najtrudniejszy odcinek, który wiódł przez strome, pokryte gęstą puszczą góry Crocker Range. W pewnym momencie szlak prowadził przez tak gęsty las, iż szerokość ścieżki wynosiła niespełna jeden metr. Na 206 kilometrze trasa wiodła przez wioskę Paginatan, za którą rozciągały się ostatnie wzniesienia, po czym przechodziła w płaskowyż, na którym – na mniej więcej 250. kilometrze – leżała wioska Ranau.
13 stycznia 1945 roku kpt. Shōichi Yamamoto, dowódca kwaterującego w Sandakanie II batalionu 25. mieszanego pułku, otrzymał ze sztabu 37 Armii rozkaz przejścia do Tuaran wraz z 360 żołnierzami piechoty i kompanią karabinów maszynowych. Jednocześnie kapitan miał zabrać ze sobą 500 jeńców. Odebrawszy ten rozkaz, Yamamoto natychmiast wysłał do Kuchingu mały samolot ze swym adiutantem na pokładzie. Miał on przekazać prośbę o odroczenie ewakuacji do lutego, tj. do czasu zakończenia pory deszczowej. Jednocześnie japońskie służby kwatermistrzowskie miały wykorzystać ten dodatkowy czas na zorganizowanie wzdłuż szlaku punktów etapowych z zapasami żywności. Nieco wcześniej inny japoński oddział przemaszerował na zachodnie wybrzeże Borneo, tracąc po drodze niemal 600 z 800 żołnierzy. Dowództwo 37 Armii zapewne było świadome tego faktu, niemniej 24 stycznia Yamamoto otrzymał depeszę ze sztabu, nakazującą rozpocząć marsz bez zbędnej zwłoki.
Japońskie plany przewidywały, że jeńcy wyruszą w dziesięciu 50-osobowych grupach, które będą opuszczać obóz w odstępach jednodniowych. Każdej grupie towarzyszyć miał równie liczny oddział japoński. Przewidywano, że punkty etapowe zostaną zorganizowane w pięciu miejscach: Muanad (na 79. kilometrze), Mandorin (na 96. kilometrze), Boto (na 136. kilometrze), Papan (na 157. kilometrze) i Paginatan (na 206. kilometrze). W Ranau jeńców miał przejąć kpt. Hirawa Nagai i przeprowadzić ich ostatnim odcinkiem do Tuaran. Przyjęto założenie, że jeńcy zdołają dotrzeć na zachodnie wybrzeże w ciągu trzech tygodni.
Młodsi oficerowie 25. mieszanego pułku zeznali po wojnie, że na odprawie przed marszem kpt. Yamamoto poinstruował ich, aby jeńców, którzy opadną z sił, pozostawiać w punktach etapowych. Później wezwał jednak por. Kazuo Abe, oficera kompanii karabinów maszynowych, któremu powierzył zadanie „pozbycia się” wszystkich jeńców, którzy nie będą w stanie dalej maszerować.

### Pierwszy marsz

#### Przebieg
26 stycznia 1945 roku komendant obozu, kpt. Susumi Hoshijima, ogłosił, że 500 jeńców będących w najlepszym stanie fizycznym, zostanie ewakuowanych do innej części Borneo. Jeńcy rzekomo mieli tam otrzymać lepsze wyżywienie. W tym czasie w obozie panowały już tak ciężkie warunki, że jeńcy zgłaszali się na ochotnika do udziału w marszu. Niektórzy wierzyli, że w obliczu nieuchronnej klęski Japończykom będzie zależeć na utrzymaniu jeńców w dobrym zdrowiu, aby uniknąć kary z rąk aliantów.
Liczba jeńców, których zakwalifikowano do ewakuacji, okazała się ostatecznie mniejsza niż przewidziane 500 osób. William Sticpewich, jeden z ocalałych jeńców, zeznał po wojnie, że w pierwszym marszu wzięło udział 470 jego kolegów. Liczba ta jest przytaczana przez niektórych historyków. Zdaniem australijskich badaczy Lynette Silver i Paula Hama prawdziwa jest jednak liczba 455 jeńców, którą podawali Hoshijima i inni japońscy świadkowie. Z ustaleń Silver wynika, że w składzie pierwszych pięciu grup znalazło się 265 jeńców – wyłącznie Australijczycy, podczas gdy w grupach nr 6–9 maszerowało 90 Australijczyków i 100 Brytyjczyków. Mimo starań Hoshijimy, aby wyselekcjonować najsilniejszych jeńców, wielu spośród tych, którzy ostatecznie wyruszyli do Ranau, cierpiało na malarię, beri-beri lub ciężkie owrzodzenia. Każdej z jenieckich grup towarzyszył japoński pododdział pod dowództwem oficera, w którego skład wchodziło zazwyczaj 1–2 podoficerów i ok. 40–50 szeregowców. Do niektórych grup przydzielono również po kilku strażników z Formozy, należących do załogi obozu.
Przed wymarszem Hoshijima pozwolił jeńcom zarżnąć i zjeść kilka świń, a także swojego konia. Na drogę wydano im używane koszule i szorty oraz japońskie gumowe buty Jika-tabi. Każdy jeniec otrzymał ponadto 30 gramów tytoniu i czterodniową rację żywności, na którą składało się 1,35 kg ryżu, 1,1 kg suszonej ryby i 30 gramów soli.
28 stycznia o godzinie 5:00 rano pierwsza grupa wymaszerowała z Sandakanu. Ostatnia grupa wyruszyła 6 lutego. Marsz odbywał się w niezwykle ciężkich warunkach. Osłabionych głodem i chorobami jeńców zmuszano, by nieśli worki i skrzynie z amunicją, żywnością i ekwipunkiem. Niektóre z tych pakunków ważyły 25–30 kilogramów. Zwykle co 40–60 minut urządzano krótkie postoje, aby umożliwić maruderom dołączenie do grupy. System ten powodował jednak, że owi maruderzy, tj. najbardziej wyczerpani jeńcy, szybciej opadali z sił, gdyż po ich dołączeniu marsz natychmiast wznawiano, nie dając im czasu na odpoczynek. Jednocześnie nadal trwała pora deszczowa. Przedzierając się przez bagna i rozmokłe ścieżki, jeńcy gubili w błocie wydane im buty Jika-tabi. Wielu wołało maszerować boso, ryzykując poważne skaleczenia oraz ataki gadów, pijawek i insektów, niż narazić się na upadek, który mógł skończyć się ciężkimi obrażeniami i dobiciem przez eskortę. Z powodu niedożywienia rany i skaleczenia goiły się powoli, a upływ krwi dodatkowo osłabiał jeńców.
Racje żywnościowe, które jeńcy otrzymali przed wymarszem, miały w założeniu wystarczyć na cztery dni. Okazało się jednak, że japońskie służby kwatermistrzowskie nie zorganizowały wzdłuż trasy odpowiednio zaopatrzonych punktów etapowych. Niewielkie ilości żywności, które tam zmagazynowano, wydawano w pierwszym rzędzie japońskim żołnierzom. Podczas powojennych śledztw Japończycy utrzymywali, że jeńcom i żołnierzom wydawano racje tej samej wielkości. Z zeznań Keitha Botterila wynika jednak, że jeńcy otrzymywali zaledwie 1/3 żołnierskich racji. Aby ratować się przed śmiercią głodową, byli zmuszeni żywić się dziko rosnącymi warzywami, liśćmi paproci, ślimakami, żabami lub owadami. W niektórych punktach etapowych wzniesiono prymitywne chaty, zwykle zajmowali je jednak japońscy żołnierze. Jeńcy, w wielu wypadkach cierpiący na ciężkie tropikalne choroby, musieli natomiast spać w deszczu pod gołym niebem, mając za jedyną ochronę korzenie drzew lub – w nielicznych przypadkach – koce i brezentowe płachty. Japońskie służby kwatermistrzowskie zdołały przekazać wiadomość do Sandakanu, aby jeńcy i żołnierze oszczędzali przydzielone racje tak, aby starczyły na osiem dni, jednakże grupy numer 2 i 3 wyszły z obozu, zanim ich dowódcy zdołali ją odebrać. Dowódca tej ostatniej, zorientowawszy się, iż w pierwszym punkcie nie ma obiecanych zapasów, polecił swym żołnierzom zakupić żywność w okolicznych wsiach. Tubylcom zapłacono kocami i przedmiotami osobistymi, które odebrano jeńcom.
Zgodnie z rozkazami Yamamoto jeńcy, którzy opadli z sił i nie byli w stanie iść dalej, byli dobijani przez eskortę. Funkcję katów pełnili zazwyczaj szeregowcy Hiraki Endō i Satō z ostatniej grupy, którą dowodził por. Abe. Zazwyczaj ofiary były rozstrzeliwane, zdarzało się jednak, że dobijano je przy użyciu bagnetów i kolb karabinowych. Co najmniej jeden jeniec został uduszony. Z drugiej strony na początkowym etapie marszu dowódca grupy nr 7 zgodził się, aby ciężko chory na malarię Australijczyk został odprowadzony z powrotem do Sandakanu. Także dowódca grupy nr 6 zgodził się, aby odprowadzić do obozu chorego na malarię Brytyjczyka oraz Australijczyka ze zwichniętą kostką. Później dowódcy grup 6 i 8 zgodzili się, aby na punkcie etapowym w Boto pozostawić pod strażą odpowiednio dwóch i czterech jeńców. Ci pierwsi zdołali wydobrzeć i dołączyli do kolejnej grupy. Pozostali czterej jeńcy oraz pozostawieni wraz z nimi dwaj japońscy żołnierze zaginęli natomiast bez śladu.
7 lutego pięciu Australijczyków z grupy nr 2 zdołało uciec w głąb puszczy. Jeńcy ci zaginęli bez śladu. Zbiegło także pięciu innych, należących do grupy nr 5. Schronienia udzielił im naczelnik wsi Mumiang, jednakże jeden z mieszkańców wydał uciekinierów Japończykom. Wszystkich zabrano do Sandakanu i poddano torturom. Czterech uciekinierów stracono. Piątego chwilowo oszczędzono, gdyż jakoby zgodził się wydać Kempeitai tubylca, który dał Australijczykom łódź, którą potem przedostali się do Mumiang. Jeniec ten ostatecznie jednak również nie ocalał. Z kolei 14 lutego uciekło dwóch Australijczyków z grupy nr 7 i dwóch Brytyjczyków z grupy nr 6. Uciekinierzy zdołali się przedostać do wsi Kemansi. Mimo pomocy udzielonej przez miejscowych wszyscy czterej zmarli jednak w ciągu trzech miesięcy. Istnieje także relacja o sześciu jeńcach, którzy ukrywali się w puszczy w rejonie Paginatan, żadnemu z nich nie udało się jednak ocaleć.
Pierwsze grupy dotarły do Ranau w połowie lutego. Z japońskiego dowództwa nadszedł wtedy rozkaz, aby marsz do Tuaran kontynuowali jedynie żołnierze kpt. Yamamoto. Jeńcy mieli natomiast pozostać w Ranau, gdzie zamierzano urządzić nowy obóz jeniecki. Oficjalnym powodem, dla którego wydano ten rozkaz, była rosnąca aktywność alianckiego lotnictwa nad zachodnim wybrzeżem Borneo. Być może Japończycy uświadomili sobie jednak, że krańcowo wyczerpani jeńcy nie będą w stanie dojść na wybrzeże. Pieczę nad jeńcami miał chwilowo przejąć dowódca garnizonu w Ranau, mjr Yoshio Watanabe. Prowizoryczny obóz jeniecki nie był jednak w stanie pomieścić wszystkich jeńców, stąd osadzono w nim jedynie Australijczyków z pierwszych pięciu grup. Pozostali jeńcy musieli chwilowo pozostać w odległym o ponad 40 kilometrów Paginatan.
Spośród 265 Australijczyków, którzy opuścili Sandakan w składzie grup nr 1–5, tylko 195 dotarło do Ranau. Śmiertelność w tych grupach wyniosła więc około 26%. Zginęło także 35 żołnierzy eskorty; wielu jako niezdolnych do marszu zabili ich koledzy. Z kolei w przypadku grup nr 6–9 tylko 138 ze 190 jeńców dotarło do Paginatan. Co najmniej 44 zmarło lub zostało zamordowanych (23%). Relatywnie najmniej ofiar odnotowano w grupie nr 7, gdyż nie towarzyszyli jej formozańscy strażnicy, a ponadto jeńcy nie musieli nosić japońskich bagaży i ekwipunku. Duże straty poniosły natomiast dwie ostatnie grupy, ponieważ znajdowali się w nich najsłabsi i najbardziej chorzy jeńcy, a ponadto zabrakło dla nich żywności na punktach etapowych.
Liczebność poszczególnych grup oraz liczba jeńców, którzy zginęli na szlaku do Ranau i Paginatan, uciekli w głąb puszczy, by zginąć w późniejszym czasie, lub zostali zawróceni z powrotem do Sandakanu przedstawiały się następująco:
| Grupa      | Liczba jeńców                        | Straty    | Dowódca                |
| ---------- | ------------------------------------ | --------- | ---------------------- |
| Grupa nr 1 | 55 Australijczyków                   | 15 jeńców | por. Shigeru Iino      |
| Grupa nr 2 | 50 Australijczyków                   | 20 jeńców | por. Yukihiko Hirano   |
| Grupa nr 3 | 50 Australijczyków                   | 10 jeńców | por. Kihaku Toyohara   |
| Grupa nr 4 | 55 Australijczyków                   | 10 jeńców | kpt. Kyuchi Mitzua     |
| Grupa nr 5 | 55 Australijczyków                   | 15 jeńców | por. Tetsuo Sato       |
| Grupa nr 6 | 20 Australijczyków i 20 Brytyjczyków | 13 jeńców | por. Shojiro Tanaka    |
| Grupa nr 7 | 50 Australijczyków                   | 8 jeńców  | por. Shunichi Sugimura |
| Grupa nr 8 | 50 Brytyjczyków                      | 13 jeńców | por. Koichi Horikawa   |
| Grupa nr 9 | 20 Australijczyków i 30 Brytyjczyków | 18 jeńców | por. Kazuo Abe         |

#### Ranau i Paginatan
Ranau było w tym czasie niewielką z dwoma ulicami wioską, rozciągającą się wzdłuż południowego brzegu rzeki Liwagu. Leżało na skrzyżowaniu szlaków, które biegły ze wschodu, zachodu, północy i południa. Mniej więcej po przeciwnej stronie wioski, na północnym brzegu rzeki, znajdował się japoński obóz postojowy, a kilometr dalej na wschód – niewielkie lotnisko. Między obozem a lotniskiem zorganizowano pierwszy obóz jeniecki. Słowo „obóz” było jednak w tym przypadku eufemizmem, gdyż jeńców umieszczono w dużej chacie wykonanej z bambusa i pokrytej dachem z liści nipy krzewinkowej. Chata, z której usunięto jej poprzednich mieszkańców, była pozbawiona ścian i jakichkolwiek urządzeń. W jednym z krańców urządzono „szpital” dla jeńców w ciężkim stanie, w drugim ulokowali się strażnicy. Dla jeńców znajdujących się w relatywnie dobrym stanie zdrowia przeznaczono środkową część chaty.
Zakończenie marszu w żaden sposób nie ulżyło losowi jeńców. W „obozie” w Ranau niemal od razu wybuchła epidemia dyzenterii. Dwunastu Australijczyków zmarło w ciągu zaledwie ośmiu dni. Co więcej, po wymarszu żołnierzy Yamamoto do Tuaran, jeńcy zostali pozostawieni na pastwę tych samych brutalnych strażników z Formozy, którzy regularnie znęcali się nad nimi podczas pobytu w Sandakanie. Od razu zaczęto formować grupy robocze, które były zmuszane do wykonywania rozmaitych prac na rzecz obozu. 25 lutego komendę objął przybyły z Labuan por. Nagai. Wbrew nadziejom niektórych jeńców nie położył jednak kresu brutalności Formozańczyków. Do 20 marca zmarło 60 jeńców, większość z powodu dyzenterii i beri-beri. Wielu innych było tak w ciężkim stanie, iż nie byli w stanie się poruszać.
22 lutego grupę dwudziestu jeńców po raz pierwszy zabrano w charakterze tragarzy do Paginatan. Ich zadaniem było dostarczyć worki z ryżem przebywającym tam japońskim żołnierzom oraz jeńcom z grup nr 6–9. Do końca marca z Ranau wysłano jeszcze pięć innych „grup ryżowych”. Praca ta była szczególnie ciężka i niebezpieczna. Marsz do Paginatan i z powrotem trwał bowiem zwykle około pięciu dni, a worki, które musieli nosić wyczerpani jeńcy, ważyły ponad 20 kilogramów. Ci którzy upadli i nie byli w stanie iść dalej, byli mordowani przez eskortę. Pierwsze cztery wyprawy do Paginatan kosztowały życie 5–6 jeńców. Największe straty poniosła szósta grupa, która straciła 5 z 20 jeńców. Jeden z jeńców, który zdołał dotrzeć z ryżem do Paginatan, był w tak złym stanie fizycznym i psychicznym, że popełnił samobójstwo, podcinając sobie żyły. Z drugiej strony praca w charakterze tragarzy dawała jeńcom możliwość wykradania niewielkich ilości ryżu, których posiadanie często decydowało o przeżyciu.
1 marca z Ranau zbiegło dwóch jeńców: Wally Crease i Albert Cleary. Ten ostatni został schwytany mniej więcej po tygodniu. Strażnicy, którymi dowodził zastępca Nagaiego, por. Taichi Suzuki („Mongolski potwór”), torturowali uciekiniera przez pięć godzin, masakrując go nie do poznania przy użyciu bagnetów i kolb karabinowych. Następnego dnia schwytany został Crease. Obu uciekinierów poddano wtedy brutalnym torturom. Kolejnego poranka, korzystając z nieuwagi strażników, Crease podjął desperacką próbę ucieczki, wkrótce jednak zastrzelono go w puszczy. Tymczasem strażnicy nadal znęcali się nad Clearym. Ciężko skatowany, chorujący na dyzenterię, spędził kilka dni przywiązany do drzewa. Jego dzienną rację obcięto o połowę. Strażnicy, którzy przechodzili obok drzewa niemal każdorazowo kopali ofiarę, opluwali lub oddawali na nią mocz. Cleary zmarł 20 marca, krótko po tym, jak pozwolono zabrać go z powrotem do jenieckiej chaty.
Tymczasem 138 Australijczyków i Brytyjczyków z grup nr 6–9 nadal przetrzymywano w Paginatan. Podobnie jak jeńcy z pierwszych grup również oni po odejściu regularnego japońskiego wojska byli zdani na łaskę lub niełaskę brutalnych formozańskich strażników. Na skutek niedożywienia, braku opieki medycznej i złego traktowania śmiertelność przybrała zastraszające rozmiary. 26 marca, gdy wszystkich jeńców wyprowadzono z Paginatan, przy życiu pozostawało ich zaledwie około pięćdziesięciu. Tylko 46 jeńców dotarło jednak do Ranau, pozostali zmarli w trakcie pięciodniowego marszu lub zostali zamordowani przez strażników.
Na początku kwietnia, już po przybyciu jeńców z Paginatan, w Ranau przebywało około 150 Australijczyków i Brytyjczyków. Śmiertelność spowodowana niedożywieniem i chorobami nadal utrzymywała się na niezwykle wysokim poziomie. W ostatnim tygodniu kwietnia przy życiu pozostawało już mniej niż 60 jeńców. W tych tragicznych warunkach morale niemal kompletnie się załamało. Nawet australijski lekarz Rod Jeffrey miał odmawiać leczenia ciężko chorych, w zamian za dodatkowe racje leczył natomiast Japończyków lub sprzedawał im swoje narzędzia medyczne. 25 kwietnia amerykańskie myśliwce P-38 Lightning zaatakowały japoński obóz wojskowy i lotnisko. Ostrzelały również jeniecką chatę, zabijając dwóch jeńców. Dwa dni później 56 pozostających przy życiu jeńców wyprowadzono w kierunku północno-zachodnim, do nowego obozu w głębi puszczy, zlokalizowanego w odległości około kilometra od poprzedniego obozu. Miejsce to, nazwane Ranau Number 1 Jungle Camp, było skupiskiem 3–4 chat, spośród których jedną zajęli Japończycy, drugą strażnicy z Formozy, a w trzeciej – naprędce otoczonej ogrodzeniem z drutu kolczastego – umieszczono jeńców. Jako że por. Nagai wyjechał na stałe z Ranau, komendantem obozu został por. Suzuki.
W nowym obozie jeńcy nadal masowo umierali z powodu chorób i niedożywienia. 6 maja zmarł chory na beri-beri doktor Rod Jeffrey. 10 czerwca zmarł natomiast W/O John Kinder – lotnik RAAF, nieformalny lider jenieckiej społeczności. W odizolowanym obozie nie było możliwości nabycia żywności od miejscowej ludności, stąd grupa jeńców pod przywództwem szer. Keitha Botterilla postanowiła zaryzykować kradzież żywności z japońskiego magazynu. Po pięciu dniach Japończycy zorientowali się jednak, że doszło do kradzieży. Szeregowy Richie Murray chcąc ocalić kolegów, wziął wtedy winę na siebie. Został ciężko pobity i zabrany w głąb puszczy, gdzie zakłuto go bagnetami (20  maja). Koyoshi Kawakami, jeden z najbardziej brutalnych Formozańczyków, podejrzewał Botterilla o współudział w kradzieży. Strażnik Memora, jeden z nielicznych, którzy traktowali jeńców łagodnie, odwiódł go jednak od zabicia Australijczyka.
10 czerwca przy życiu pozostawało już zaledwie 20 jeńców, z których dziewięciu znajdowało się w bardzo ciężkim stanie. Tego poranka Japończycy niespodziewanie ogłosili, że zdolni do marszu jeńcy zostaną przeniesieni do nowego obozu, położonego nieco dalej na południe. Dziesięciu jeńców udało się do nowego obozu pod eskortą dwóch strażników. W starym obozie pozostawiono natomiast dziewięciu ciężko chorych jeńców i kpr. Norma Alliego, który miał się nimi opiekować. Kilka dni później do nowego obozu przybył por. Suzuki wraz z pozostałymi strażnikami. Nie było z nimi żadnego jeńca. Później okazało się, że w dniu wymarszu zmarło dwóch ciężko chorych. Jeszcze tego samego popołudnia pozostałych sześciu przeniesiono na noszach na jeniecki cmentarzyk i tam zastrzelono. Na końcu zostali zamordowani kpr. Allie oraz siódmy chory, który zdołał o własnych siłach dotrzeć na miejsce kaźni.
Gdy 26 czerwca do leśnego obozu nr 2 dotarł drugi „marsz śmierci”, przy życiu pozostawało już tylko sześciu ocalałych z pierwszego marszu. Byli to Australijczycy: Arthur Bird, Keith Botterill, kpr. Grist, Bill Moxham, Richard Stacy, oraz Brytyjczyk: Norm Frost.

### Drugi marsz

#### Preludium
W międzyczasie sytuacja w obozie jenieckim w Sandakanie dramatycznie się pogorszyła. Ograniczenie dziennej racji ryżu do 70 gram na osobę spowodowało drastyczny wzrost śmiertelności. Komendant Hoshijima zezwolił co prawda jeńcom na łowienie ryb w pobliskich strumieniach, jednakże nie przełożyło się to na poprawę sytuacji żywnościowej. Aby ratować się przed śmiercią głodową, jeńcy byli zmuszeni żywić się złapanymi owadami, ślimakami i szczurami. W lutym w samym tylko obozie australijskim zmarło 119 jeńców, w marcu – 204 jeńców, a w kwietniu 164 jeńców. Z kolei w obozie brytyjskim w okresie luty – maj zmarło 234 jeńców. Pod koniec maja w obu obozach pozostawało przy życiu już tylko nieco ponad 800 jeńców.
Głód i choroby nie były spowodowane wojennymi niedoborami. Po kapitulacji Japonii wyszło na jaw, że pod domem komendanta było ukrytych 90 ton ryżu i 160 tys. tabletek chininy. Dodatkowo w japońskich koszarach odnaleziono kolejne 54 tony ryżu, 786 tys. tabletek chininy, 19,6 tys. tabletek z witaminą A i D, znaczne ilości materiałów opatrunkowych i sprzętu medycznego oraz setki paczek Czerwonego Krzyża, których zawartości nigdy nie wydano jeńcom.
Nie wszystkie zgony były spowodowane głodem i chorobami. Ośmiu australijskich jeńców zmarło po tym, jak Japończycy ukarali ich uwięzieniem w klatce; większość trafiła tam na wniosek najstarszego rangą jeńca – kpt. George’a Cooka. Inny Australijczyk został zastrzelony w nocy z 4 na 5 marca, gdy przyłapano go na samowolnym opuszczeniu obozu. 3 kwietnia w areszcie Kempeitai w Sandakanie zmarł Brytyjczyk, który trzy miesiące wcześniej zbiegł z obozu. Kolejny Australijczyk zmarł 18 maja, cztery dni po tym, jak został ciężko pobity przez strażników. Na początku kwietnia obóz nawiedziła plaga szczurów, które atakowały nawet pacjentów obozowego szpitala.
W połowie kwietnia, w związku ze zmniejszeniem liczby jeńców, wszystkich Brytyjczyków przeniesiono z obozu nr 2 do obozu nr 1, w którym dotąd zamieszkiwali wyłącznie Australijczycy. Dla jeńców brytyjskich przeznaczono osobną strefę, ogrodzoną drutem kolczastym. Mniej więcej w tym samym czasie Hoshijima otrzymał rozkazy z Kuchingu, nakazujące ewakuować wszystkich jeńców do Ranau. Wkrótce inspekcję w Sandakanie przeprowadził przedstawiciel sztabu 37 Armii, płk Nikoichi Takayama. Oceniwszy na własne oczy, w jakim stanie znajdują się jeńcy, zgodził się z argumentami Hoshijimy, iż jeńcy nie powinni być przenoszeni do Ranau, lecz do Kemansi nad rzeką Labuk – położonego znacznie bliżej i dostępnego dla żeglugi śródlądowej. 26 kwietnia w Sandakanie odebrano dwa rozkazy ze sztabu 37 Armii. Pierwszy nakazywał przenieść jeńców do Kemansi. Drugi odwoływał Hoshijimę ze stanowiska komendanta, mianując na jego miejsce kpt. Takuo Takakuwę.
20 maja Takakuwa otrzymał rozkaz, aby ewakuować wszystkich jeńców do Ranau. Oficjalną przyczyną, dla której zrezygnowano z ich przeniesienia do Kemansi, miał być brak wystarczających zapasów żywności. O ile jednak w przypadku pierwszego marszu japońskie dowództwo mogło utrzymywać, że nie zdawało sobie sprawy z niebezpieczeństw związanych z pieszą ewakuacją do Ranau, o tyle w maju było już wiadomym, że pierwszy marsz kosztował życie dziesiątek jeńców. Co więcej, nie było tajemnicą, że w górach i na bagnach Borneo Północnego zginęły tysiące żołnierzy z japońskich oddziałów, które wycofywały się ze wschodniego wybrzeża. Japońskie dowództwo zdawało sobie także sprawę z fatalnego stanu, w jakim znajdowała się większość jeńców. Rozkaz ewakuacji do Ranau wydano więc z pełną świadomością, że większość z nich zginie na szlaku. Było w zasadzie niemożliwe, aby ci co przeżyją pozostali zdolni do pracy, stąd zdaniem Yukiego Tanaki rozkaz przeprowadzenia drugiego marszu był pozbawiony sensu militarnego i trudno interpretować go w inny sposób, niż dążeniem do eksterminacji jeńców.

#### Przebieg
Aliancki wywiad był przekonany, że w Sandakanie nie pozostał żaden jeniec, stąd między 23 a 26 maja obóz był intensywnie bombardowany przez alianckie lotnictwo. Zginęło wtedy około 20–30 jeńców, a wielu innych zostało rannych. Z kolei 27 maja alianckie lotnictwo i flota przeprowadziły koncentryczny atak na miasto i port. Trzyipółgodzinne bombardowanie niemalże zrównało Sandakan z ziemią. Japońskie dowództwo uznało, że ten atak stanowił wstęp do alianckiej inwazji. Oddziałom, które pozostawały jeszcze w Sandakanie, rozkazano natychmiast cofnąć linie obronne o 17 kilometrów w głąb wyspy. Kapitanowi Takakuwie polecono natomiast bezzwłocznie przystąpić do ewakuacji jeńców. Obóz, magazyny i wszelkie instalacje o znaczeniu wojskowym miały zostać zniszczone.
29 maja, krótko po godzinie 9:00 rano, Japończycy podpalili zabudowania opustoszałego obozu nr 3. Jeńcom, którzy przebywali w obozie nr 1 rozkazano, aby w ciągu 10 minut spakowali swoje rzeczy i stawili się w obozie nr 2 – naprzeciwko japońskich koszar (ostatecznie termin ten wydłużono do 30 minut). W tym samym miejscu zgromadzono również ciężko chorych z obozowego szpitala, przy czym trzech zmarło w trakcie przenosin. Niedługo później podpalono zabudowania obozu nr 1. Późnym popołudniem jeńców nakarmiono mięsem pięciu świń, które zarżnięto specjalnie z okazji ewakuacji. Następnie Takakuwa rozkazał kpt. Cookowi, aby 500 Australijczyków i 100 Brytyjczyków zgromadziło się pod „Wielkim Drzewem” na placu apelowym w zrujnowanym obozie nr 1. Stamtąd mieli się udać w „krótką podróż”. Chorym rzekomo miano zapewnić transport samochodami ciężarowymi.
Do udziału w marszu zakwalifikowano w zasadzie wszystkich, którzy byli w stanie utrzymać się na nogach. Ostatecznie z obozu wyruszyło jednak tylko 536 jeńców (439 Australijczyków i 97 Brytyjczyków). Zaledwie stu znajdowało się w relatywnie dobrym stanie fizycznym. Większość cierpiała na dyzenterię, beri-beri i poważne owrzodzenia. Podzielono ich na jedenaście grup z których dziesięć liczyło po 50 jeńców, a ostatnia – 36 jeńców. Grupy nr 1–8 były złożone wyłącznie z Australijczyków, grupa nr 9 miała mieszany charakter, a dwie ostatnie były złożone wyłącznie z Brytyjczyków. Do każdej z grup przydzielono około dwunastu Japończyków i Formozańczyków.
Wbrew wyraźnym rozkazom przełożonych Takakuwa pozostawił w obozie 288 jeńców. Większość z nich była niezdolna do marszu, aczkolwiek jest możliwe, że w Sandakanie pozostawiono także nieustaloną liczbę relatywnie sprawnych jeńców, którzy mieli się opiekować ciężko chorymi kolegami. Wśród tych, którzy pozostali w obozie, nie było żadnego lekarza, ani kucharza. W Sandakanie pozostał natomiast najstarszy rangą brytyjski jeniec, kpt. James Mills, a ponadto jeszcze czterech brytyjskich oficerów: F/O Alf Linge, F/O Stan Cressey, por. Philip Young, por. Ian Rolfe.
Drugi marsz wyruszył 29 maja o godzinie 20:00. Zaraz po tym strażnicy podłożyli ogień pod większość stojącej jeszcze zabudowy obozowej. Oszczędzono jedynie kilka budynków, przeznaczając je dla pozostawionej w obozie załogi szczątkowej. Jeńcy maszerowali przez niemal całą noc. Nad ranem zarządzono dwugodzinną przerwę, po czym marsz wyruszył dalej, gdyż Japończycy zamierzali przed świtem oddalić się jak najdalej od Sandakanu. Każdej z grup wydano po dwa 40-kilogramowe worki ryżu, które miały wystarczyć na dziesięć dni. Już na tym etapie ubyło siedmiu jeńców; jeden sam zawrócił do obozu, kolejnych czterech kazał tam odprowadzić Takakuwa, a dwóch zaginęło. Około południa kolumny marszowe zostały dostrzeżone przez amerykańskie samoloty, stąd marsz wstrzymano aż do zmierzchu. W czasie postoju zmarł kolejny jeniec. 31 maja jeńcy zdołali przejść już tylko sześć kilometrów. Tego samego popołudnia Takakuwa postanowił zmienić porządek marszu. Jeńców podzielono na trzy duże grupy: w pierwszej znaleźli się jeńcy z dotychczasowych grup nr 1–4, w drugiej – z grup nr 5–8, w trzeciej – z grup nr 9–11. Odtąd każdego ranka, poczynając od godziny 6:30, grupy opuszczały miejsce postoju w półgodzinnych odstępach, przy czym każdego dnia inna grupa wyruszała jako pierwsza.
Dzienna racja żywnościowa składała się wyłącznie z ryżowej kulki o wadze mniejszej niż cztery uncje. Aby ratować się przed śmiercią głodową, jeńcy musieli żywić się znalezionymi w puszczy owocami, roślinami lub małymi zwierzętami. Niedożywienie i choroby sprawiały, że błyskawicznie tracili siły. Co gorsza, podobnie jak w przypadku pierwszego marszu, Japończycy rozkazali im nieść swój ekwipunek oraz pakunki z zapasami żywności. Począwszy od piątego dnia, zachowania eskorty stały się bardzo brutalne. Jeńców, którzy nie byli w stanie nadążyć za kolumną, bito, kopano, poszturchiwano, kłuto bagnetami. Tych, którzy opadli z sił i nie byli w stanie iść dalej – mordowano. W tym celu sformowano specjalną dwuosobową grupę egzekucyjną, którą nadzorował por. Genzō Watanabe. Zazwyczaj w jej skład wchodzili japoński sierżant Tsuji i formozański strażnik Maseo Fukishima (wśród jeńców znany jako „Czarny drań”), aczkolwiek do komanda egzekucyjnego przydzielano także rotacyjnie innych strażników. Ofiary rozstrzeliwano, zakłuwano bagnetami lub roztrzaskiwano im czaszki kolbami karabinowymi. Z rąk komanda egzekucyjnego nie ginęły wyłącznie te ofiary, które opadły z sił maszerując. Każdego ranka jego członkowie jako ostatni opuszczali biwak, uprzednio zamordowawszy jeńców, którzy nie byli w stanie kontynuować marszu. Ci ostatni zdawali sobie sprawę z oczekującego ich losu i uściskami dłoni żegnali wyruszających w dalszą drogę kolegów, oddając im resztki swoich racji lub prosząc o przekazanie ostatniej wiadomości najbliższym.
O ile w ciągu pierwszych czterech dni zginęło dwudziestu Australijczyków, o tyle samego tylko 2 czerwca zginęło ich dwudziestu sześciu. Po ośmiu dniach liczba australijskich ofiar sięgnęła już 113. Do największej masakry doszło 7 czerwca, nieopodal przeprawy na rzece Tangkul (na 88. kilometrze szlaku). Japończycy zamordowali tam około 35 jeńców, których uprzednio powiązali za genitalia. Jeden z Australijczyków przeżył masakrę i uciekł w głąb puszczy. Zdołał dotrzeć do domu chińskiej rodziny Choi, która udzieliła mu pomocy. Mimo starań opiekunów ciężko ranny mężczyzna zmarł jednak w połowie lipca.
8 czerwca co najmniej trzech Australijczyków utonęło podczas przeprawy przez rzekę Mandorin. Po 9 czerwca śmiertelność utrzymywała się na poziomie 2–3 osób dziennie, a gdy marsz dotarł do Boto, zaczęła gwałtownie rosnąć. Tylko między 16 a 20 czerwca zmarło lub zginęło 36 Australijczyków. Kolejnych jedenastu poniosło śmierć na ostatnim odcinku trasy, na zachód od Paginatan. Gdy 26 czerwca marsz dotarł do Ranau, doliczono się tylko 183 jeńców. Nie oznacza to jednak, że wszyscy z pozostałych 353 jeńców ponieśli śmierć w trakcie 29-dniowego marszu. Jedenastu uciekło, pięciu zawrócono do Sandakanu, a pewną liczbę pozostawiono na punktach etapowych wzdłuż na szlaku, gdzie zmuszano ich do pracy w charakterze tragarzy.
Według relacji tubylców niektórzy z jeńców, których pozostawiono, by pracowali jako tragarze przy japońskich placówkach, utrzymywali się przy życiu jeszcze przez wiele tygodni. Ostatnich sześciu miało zostać zamordowanych w Muanad dopiero 27 sierpnia, a więc 12 dni po ogłoszeniu kapitulacji Japonii. Wśród miejscowej ludności krążyły ponadto pogłoski, że 4 sierpnia członkowie Kempeitai zamordowali dwóch jeńców w okolicach Muanad, a następnie spożyli ich mięso.

#### Ucieczki
Oprócz młodego Australijczyka, który przeżył masakrę w dniu 7 czerwca, jeszcze dziesięciu jeńców podjęło próbę ucieczki.
3 czerwca zbiegli W/O John Frazier i sierż. William Coulter – żołnierze Australian Army Service Corps. Tego samego dnia, lecz osobno, uciekł także inny żołnierz AASC – John Fletcher. Losy tej trójki są nieznane. W przypadku Coultera zachował się jedynie zapis w japońskich rejestrach, informujący fałszywie, że jeniec zmarł w Sandakanie jeszcze przed rozpoczęciem marszu.
7 czerwca jedna z kolumn została zaatakowana przez alianckie samoloty. Korzystając z powstałego chaosu, zbiegło wtedy pięciu Australijczyków. Po kilku dniach jeden z uciekinierów, Ted Skinner, doznał poważnego ataku dyzenterii. Owen Campbell, który zresztą sam cierpiał na malarię i beri-beri, pozostał, aby opiekować się chorym kolegą. Pozostali kontynuowali marsz w kierunku wschodniego wybrzeża. Około 16 czerwca Skinner popełnił samobójstwo, podcinając sobie gardło pokrywą blaszanej puszki. Pogrzebawszy go, Campbell wyruszył w tym samym kierunku co pozostali uciekinierzy, kierując się pozostawionymi przez nich znakami. Drugiego dnia marszu dotarł nad rzekę Mandorin, gdzie odnalazł kolegów. Jeszcze tego samego popołudnia Australijczycy usłyszeli płynącą łódź. Ted Emmett i Sid Webber udali się nad rzekę, chcąc prosić rybaków o pomoc. Nie dostrzegli jednak ukrytego na łodzi japońskiego żołnierza i obaj zginęli z jego ręki. Około 21 czerwca zmarł czwarty uciekinier, ciężko chory na malarię i dyzenterię Keith Costin. Samotny Campbell kontynuował marsz. Po drodze, podczas próby przeprawy przez Mandorin, przypadkowo natknął się japońskiego żołnierza; otrzymał niegroźny postrzał w nadgarstek, udało mu się jednak uciec. 3 lipca, gdy znajdował się już w stanie krańcowego wyczerpania, napotkał rybaków z antyjapońsko nastawionego plemienia Dusan. Tubylcy ukryli Campbella w swojej wiosce, a gdy jego stan się poprawił, przekazali go alianckim wywiadowcom z grupy „Agas”. 23 lipca Campbell został przewieziony do ujścia rzeki Kuala Bongaya na północ od Sandakanu, skąd następnego dnia ewakuowała go australijska łódź latająca.
9 czerwca zbiegł inny Australijczyk, James Richard („Dick”) Braithwaite. Podjął ryzyko, gdyż czuł się zbyt słaby, aby kontynuować marsz, a zarazem zdawał sobie sprawę, że gdy całkowicie opadnie z sił, zostanie zamordowany. Skorzystał z okazji do ucieczki, gdy w pewnym momencie trudny teren wymusił rozproszenie jego kolumny. Błąkając się po puszczy, zabił samotnego japońskiego żołnierza, którego przypadkowo napotkał. Po kilku dniach, gdy znajdował się już w stanie krańcowego wyczerpania, został przypadkowo odnaleziony przez naczelnika wioski Kampong Sapi. Jako że wieśniacy zamierzali skontaktować się z aliantami, aby poprosić o zaprzestanie ataków lotniczych na ich wioskę, zorganizowali łódź, na którą został zabrany także Braithwaite. 14 czerwca nieopodal wyspy Libaran łódź została dostrzeżona przez amerykańską łódź patrolową PT 112. Następnego dnia Braithwaite znalazł się w amerykańskiej bazie na wyspach Tawi-Tawi.
Nieustalonego dnia zbiegł Alexander Willmott z australijskiego 2/20 batalionu. Jego dalsze losy są nieznane. W japońskich rejestrach odnotowano fałszywie, że zmarł w Sandakanie jeszcze przed rozpoczęciem marszu.

### Trzeci marsz

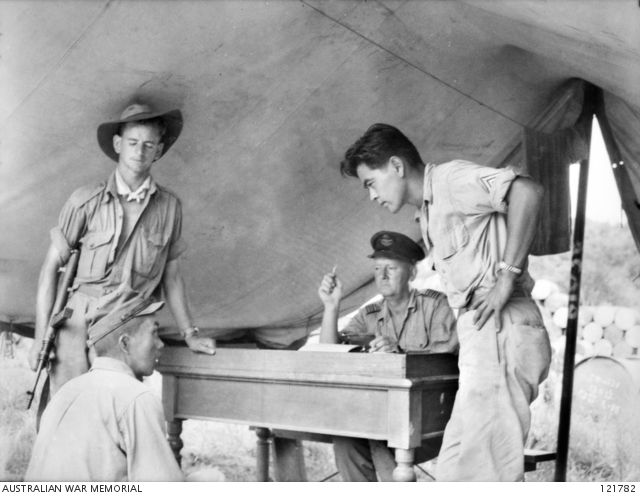
Sierż. Naoji Hosotani (po lewej, siedzący) z placówki Kempeitai w Sandakanie. Zdjęcie wykonano 26 października 1945, gdy był przesłuchiwany przez alianckich śledczych. Hosotani przyznał się m.in. do zamordowania dwóch jeńców, którzy brali udział w trzecim marszu

Japońskie dowództwo z niezadowoleniem przyjęło wiadomość, że Takakuwa pozostawił w Sandakanie niezdolnych do marszu jeńców. 1 czerwca do obozu powrócili z Kemansi dwaj członkowie dawnej załogi: por. Moritake i strażnik Genzo Hinata. Przynieśli ze sobą pisemny rozkaz Takakuwy, nakazujący odprowadzić do Ranau wszystkich jeńców zdolnych do poruszania się o własnych siłach. Rozkaz przewidywał jednocześnie, że szczątkowa załoga pozostanie w Sandakanie tak długo, dopóki nie wymrą wszyscy ciężko chorzy, niezdolni do marszu jeńcy. Dopiero, gdy w obozie nie będzie już żadnego żywego jeńca, strażnicy mieli wycofać się w głąb interioru.
W połowie czerwca Moritake wyselekcjonował 75 jeńców, którzy mieli wyruszyć do Ranau. Eskortę stanowiło dwóch formozańskich strażników: Mizuo Nishimura i Takegoro Ichikawa, oraz 55 żołnierzy japońskich wojsk regularnych. Ci ostatni w większości znajdowali się w złym stanie fizycznym. Co najmniej trzydziestu siedmiu było żołnierzami Batalionu Okuyama, ich dowódcą był por. Iwashita. Pozostali żołnierze najprawdopodobniej wywodzili się z Batalionu Okumura.
Trzeci marsz wyruszył 15 czerwca (inne źródła podają 9 czerwca). Niektórych jeńców zabito już na 24. kilometrze, tj. w miejscu do którego dowieziono ich samochodami ciężarowymi. Co najmniej dziewięciu zamordowano po przejściu zaledwie kilometra, przy czym dwóch zastrzelił sierż. Naoji Hosotani – funkcjonariusz Kempeitai z Sandakanu, który przebywał wówczas w tym rejonie, dochodząc do siebie po ataku malarii. Marsz miał okazję obserwować z oddali jeden z członków alianckiej grupy wywiadowczej „Agas”, a oprócz niego także robotnik przymusowy z Jawy. Z ich relacji wynika, że zaledwie czterech jeńców zdołało przejść więcej niż 48 kilometrów, pozostali zginęli wcześniej z rąk eskorty. Owi czterej jeńcy również zginęli na szlaku, prawdopodobnie nie zdoławszy dojść dalej niż do Beluran.
Na temat przebiegu marszu i okoliczności śmierci jeńców zachowały się tylko szczątkowe informacje, gdyż niemal wszyscy żołnierze eskorty zginęli podczas przeprawy przez bagna i góry Borneo Północnego. Do Jesselton na zachodnim wybrzeżu dotarł tylko strażnik Takegoro Ichikawa, który jednak zmarł w szpitalu, nie pozostawiwszy żadnej ustnej lub pisemnej relacji.

### Losy jeńców pozostawionych w Sandakanie
W czerwcu zmarło ponad 130 jeńców, których pozostawiono w ruinach obozu w Sandakanie. Pod koniec tegoż miesiąca pozostawało przy życiu jeszcze tylko 65 Australijczyków i 22 Brytyjczyków. Szczątkową załogę stanowili: por. Moritake, sierż. Hisao Murozumi i piętnastu strażników z Formozy.
Jeńców stłoczono w obrębie ruin obozu nr 2, na skrawku terenu otoczonym ogrodzeniem z drutu kolczastego. Z koców i brezentowych płacht zbudowali prowizoryczne namioty, które zapewniały minimum ochrony przed żywiołami. W pobliżu płynął strumień, zapewniający dostęp do wody pitnej, niemniej jeńcy cierpieli dotkliwy głód. Wydawano im jedynie niewielkie ilości ryżu, tapioki, oleju kokosowego i liści wilca wodnego. Co prawda wyruszając w drugi marsz kpt. Takakuwa pozostawił jeńcom 23 worki ryżu, jednakże Moritake sprzedał je miejscowym handlarzom w zamian za warzywa dla siebie i swoich ludzi. Ryżem przeznaczonym dla jeńców porucznik płacił także za usługi prostytutek. Jeńcy ratowali się przed śmiercią głodową zjadając wszystko, co udało im się znaleźć lub schwytać. Czasami miejscowym sympatykom aliantów, przede wszystkim Chińczykom, udawało się przemycić do obozu niewielkie porcje żywności. Relacje świadków wskazują, że mimo tych tragicznych warunków łączące jeńców więzy koleżeństwa nie zostały rozerwane. Silniejsi pomagali słabszym, ciężko chorych w miarę możliwości otaczano opieką, w opuszczonej budce wartowniczej urządzono nawet prowizoryczny punkt pierwszej pomocy. Japończycy zgodzili się wydać jeńcom niewielką ilość środków medycznych z paczek Czerwonego Krzyża.
Strażnicy nadal traktowali jeńców z wielką brutalnością, prawdopodobnie rozładowując w ten sposób frustrację spowodowaną świadomością nieuchronnej klęski. Szczególnie okrutny los spotkał brytyjskiego oficera, którym był najprawdopodobniej kpt. James Mills. Krótko po rozpoczęciu trzeciego marszu jeden ze strażników odkrył, że w naczyniach używanych przez jeńców znajdują się resztki świni, która zniknęła wcześniej z japońskiej zagrody. Brytyjczyk przyznał się, że to on ukradł i zabił świnię, a jej mięsem podzielił się z pozostałymi jeńcami. Wong Hiong, młody Chińczyk, który pracował w obozie w charakterze pomocnika kuchennego, zeznał po wojnie, że był świadkiem kary, którą Moritake wraz ze strażnikami Hinatą i Fukudą wymierzyli jeńcowi. Najpierw dłonie i stopy ofiary przybito gwoźdźmi do zbitego naprędce krzyża, następnie Moritake wbił jej w czoło 20-centymetrowy gwóźdź, później rzeźnickim nożem zaczął wycinać kawałki ciała, by na koniec rozpłatać tułów od szyi do pępka i wyciąć serce wraz z wątrobą (niewykluczone, że zostały one później zjedzone przez strażników). Z obozu sprowadzono następnie dwóch jeńców i pokazano im dla postrachu zmasakrowane zwłoki. Wisiały one jeszcze przez wiele dni, aż w końcu w połowie lipca Moritake rozkazał spalić krzyż i rozkładające się ciało, usuwając w ten sposób dowody zbrodni. Po wojnie japońscy i formozańscy strażnicy stanowczo zaprzeczali, iż taka zbrodnia miała miejsce. W miejscu wskazanym przez Hionga alianccy śledczy odnaleźli grób, w którym spoczywały pojedyncze zwłoki. Znajdowały się w stanie tak zaawansowanego rozkładu, iż nie było możliwości, aby ustalić przyczynę śmierci, aczkolwiek o prawdziwości relacji Chińczyka może pośrednio świadczyć fakt, że obok zwłok odnaleziono osiem gwoździ.
W drugim tygodniu lipca Moritake otrzymał rozkaz od kpt. Takakuwy, nakazujący, aby ze swoimi ludźmi jak najszybciej udał się do Ranau. W tym czasie przy życiu pozostawało jeszcze 48 jeńców. Jako że dwudziestu pięciu było w tak ciężkim stanie, iż spodziewano się, że umrą w najbliższym czasie, Moritake postanowił bezzwłocznie wymordować pozostałych dwudziestu trzech. 13 lipca po południu zabrano ich w kierunku lotniska, a stamtąd na znajdującą się w pobliżu opuszczoną plantację kauczuku. Tam jeńców podzielono na dwie grupy i rozstrzelano nad uprzednio wykopanym okopem. Wszystkie ofiary były Australijczykami. Egzekucję przeprowadziło 12 strażników, którymi dowodził sierż. Murozumi. Niektórzy Formozańczycy zareagowali z niechęcią na rozkaz wymordowania jeńców, stąd sierżant musiał z bronią w ręku dopilnować jego wykonania.
Cztery dni później Moritake zmarł na malarię. Całkowicie zaprzestano wydawania ryżu jeńcom, żywili się odtąd niewielkimi racjami tapioki i wilca wodnego. Byli osłabieni do tego stopnia, że nie byli w stanie gotować swych racji i musieli je spożywać na surowo. Chińskim i malajskim robotnikom zagrożono, że zostaną zastrzeleni, jeżeli zbliżą się do miejsca, w którym przetrzymywano jeńców. 1 sierpnia przy życiu pozostawało jeszcze dziewięciu Australijczyków i jeden Brytyjczyk. W kolejnych dniach jeńcy kolejno umierali, przedostatni zmarł w nocy z 14 na 15 sierpnia. Rankiem 15 sierpnia przy życiu pozostawał już tylko jeden Australijczyk, John Skinner. Tego dnia Wong Hiong był świadkiem, jak strażnicy wywlekli jeńca z namiotu. Ofiarę skrępowano i zabrano nad jeden z pobliskich okopów, gdzie Murozumi ściął ją mieczem. Zbrodnia ta miała miejsce niespełna na pięć godzin przed ogłoszeniem kapitulacji Japonii. 20 sierpnia Murozumi i jego ludzie opuścili obóz, podłożywszy wcześniej ogień pod ostatnie budynki i zniszczywszy przedmioty osobiste, które pozostały po jeńcach.

### Losy jeńców, którzy dotarli do Ranau
W dramatycznej sytuacji znajdowali się także jeńcy, których umieszczono w leśnym obozie nr 2 pod Ranau. wszystkie znajdujące się tam chaty zajęli Japończycy i Formozańczycy, stąd jeńcy byli zmuszeni spać pod gołym niebem. Racje żywnościowe ograniczały się do niewielkiej porcji ryżu. Mimo iż jeńcy byli trawieni chorobami oraz skrajnie wyczerpani po wielodniowym marszu, Japończycy od razu przystąpili do formowania grup roboczych. Część jeńców pracowała w puszczy, ścinając bambus lub zbierając drewno opałowe i liście nipy krzewinkowej, z których wykonywano dachy chat. Inni pracowali w charakterze tragarzy, dostarczając dwudziestokilogramowe worki z ryżem i warzywami z magazynu w pobliżu wioski. Za najcięższą uważano jednak pracę przy kwaterach oficerskich. Każdego dnia zatrudnieni tam jeńcy musieli bowiem przynieść 130 wiader wody z pobliskiego strumienia. Tych, którzy upadli wspinając się po stromym zboczu lub chociażby rozlali nieco wody z wiader, brutalnie bito. Wkrótce zmarło z wyczerpania dziewięciu jeńców, których przydzielono do tej pracy.
Mimo znacznej liczby chorych, Takakuwa nie zgodził się wydzielić jeńcom-lekarzom jakichkolwiek lekarstw i środków opatrunkowych z japońskich zapasów. Co więcej, jeńcy mogli czerpać wodę na swoje potrzeby tylko z dolnej części strumienia, tj. poniżej miejsca, w którym strażnicy brali kąpiel, prali ubrania i załatwiali potrzeby naturalne. W konsekwencji liczba przypadków chorób układu pokarmowego zaczęła gwałtownie rosnąć. Japońscy oficerowie, rozdrażnieni wizją nieuniknionej klęski, coraz częściej bili i upokarzali formozańskich strażników, w konsekwencji czego ci ostatni wyładowywali swą frustrację na jeńcach. Między 26 czerwca a 7 lipca zmarło co najmniej 25 Australijczyków. Wyłączona spod brutalnego traktowania była tylko niewielka grupa jeńców, których Japończycy uznali za potencjalnie przydatnych. W Ranau znalazł się kpt. George Cook – najwyższy rangą australijski jeniec w Sandakanie. Po marszu przyjął on jednak całkowicie bierną postawę, stąd nieformalnym liderem jenieckiej społeczności został W/O Bill Sticpewich. Na jego prośbę Japończycy zgodzili się 30 czerwca, aby jeńcy przystąpili do budowy chaty, która miała zapewnić im minimum ochrony przed żywiołami.
Po południu 2 lipca do oficerskich kwater wdarł się Koji Nakamura, jeden z formozańskich strażników, którego kilka dni wcześniej pobito za karę, iż nie utrzymał swojego karabinu w czystości. Nakamura zastrzelił por. Suzukiego oraz zranił kpt. Takakuwę i dwóch innych strażników. W czasie bezładnej strzelaniny powierzchowną ranę odniósł także kpt. Cook, który przebywał wtedy w pomieszczeniu. Zbuntowany strażnik wrzucił jeszcze do pomieszczenia granat ręczny, który jednak nie eksplodował, po czym popełnił samobójstwo, strzelając sobie w głowę. Następnego dnia por. Genzō Watanabe, który był zwierzchnikiem Formozańczyków, zebrał strażników na apelu i przez 40 minut obrzucał ich obelgami. Po tym incydencie brutalność strażników wzrosła jeszcze bardziej. 6 lipca, gdy okazało się, że jedna z grup roboczych wyruszyła w zmniejszonym składzie, Fukishima („Czarny drań”) wdarł się do prowizorycznego szpitala i wywlókł zeń dwóch chorych jeńców, zamierzając zmusić ich do pracy. Jeden z pacjentów, Arthur Bird, zdołał jednak przejść zaledwie 10 metrów, po czym upadł. Fukishima pobił go tak okrutnie, iż Bird zapadł w śpiączkę i po dwóch dniach zmarł. Dwa dni później sanitariusz Robert Horder spostrzegł, że strażnik Saburo Suzuki wraz z jeszcze jednym Formozańczykiem rabują jego osobiste przedmioty. Australijczyk obrzucił strażników obelgami, za co ci pobili go tak ciężko, że zmarł jeszcze tej samej nocy.
7 lipca pozostawało przy życiu niespełna 100 jeńców. Tej nocy z obozu zbiegło czterech Australijczyków: Keith Botterill, Bill Moxham, Nelson Short i Frank Anderson (dwaj pierwsi byli ocalałymi z pierwszego marszu). Po ośmiu dniach napotkali Katusa Barigaha – naczelnika wioski Batu Lima, członka plemienia Dusun. Zgodził się on udzielić uciekinierom pomocy. Jako że Kempeitai zaciekle tropiła zbiegłych jeńców i tubylców, którzy udzielali im pomocy, Barigah nie mógł zaryzykować ukrycia Australijczyków w wiosce. Przygotował im natomiast kryjówkę w puszczy, którą później zaopatrywał w żywność. W połowie sierpnia kontakt z uciekinierami nawiązali członkowie alianckiej grupy wywiadowczej „Agas III”, która w tym czasie dotarła w rejon Ranau. Ratunku nie doczekał jednak ciężko chory na dyzenterię Anderson, który zmarł 29 lipca. Lynette Silver podaje, że Andersona zabili pozostali uciekinierzy, gdyż z powodu choroby zaczął majaczyć i głośno krzyczeć, co groziło wykryciem kryjówki przez Japończyków.

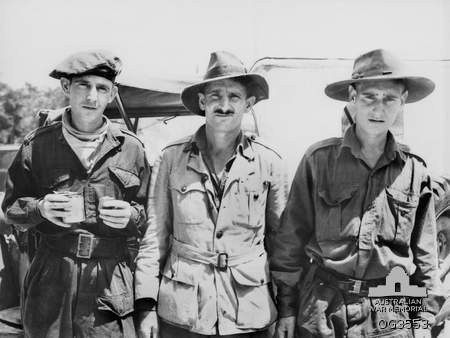
Nelson Short, William H. Sticpewich i Keith Botterill, trzej z czterech jeńców, którzy zdołali uciec z leśnego obozu nr 2 w Ranau i doczekali ratunku

W odwecie za tę ucieczkę Japończycy zaprzestali wydawania jeńcom warzyw. 15 lipca obcięto natomiast dzienną rację ryżu, wynoszącą uprzednio zaledwie 70 gram. Jednocześnie jeńcy nadal byli zmuszani do pracy. 18 lipca ostatecznie zakończono budowę jenieckiej chaty. Ulokowano w niej 72 jeńców, przy czym chorzy na dyzenterię zostali umieszczeni pod stojącym na palach budynkiem.
26 lipca strażnik Yoshikoa ostrzegł Billa Sticpewicha, iż widział na własne oczy pisemny rozkaz, w którym japońskie dowództwo nakazywało Takakuwie zgładzić wszystkich jeńców. Jako że Yoshikoa dał się wcześniej poznać z pewnej życzliwości wobec jeńców, Australijczyk potraktował ostrzeżenie poważnie. Następnego dnia inny strażnik, chrześcijanin o nazwisku Takahara, ukradkiem ostrzegł Sticpewicha, że jeśli chce przeżyć, to powinien natychmiast uciekać z obozu. W tym czasie przy życiu pozostawało już zaledwie 35 Australijczyków i siedmiu Brytyjczyków. Większość znajdowała się w bardzo złym stanie fizycznym i psychicznym, ośmiu było w śpiączce. Sticpewich zaproponował czterem jeńcom, aby uciekli razem z nim. Wojskowy lekarz, kpt. Don Picone, odmówił, uznając, że jego obowiązkiem jest zostać z pacjentami. Podobnie postąpił drugi lekarz, kpt. John Oakeshott, który dodatkowo cierpiał na silne owrzodzenie. Kapitan Cook odmówił pod pretekstem złego stanu zdrowia. Ostatecznie do Sticpewicha dołączył jedynie szer. Herman Reither. W nocy z 28 na 29 lipca obaj Australijczycy uciekli z obozu, przy czym Reither w niejasnych okolicznościach odniósł wtedy poważne obrażenia. Dotarłszy w okolice wioski Sumaang na południowy zachód od Ranau, uciekinierzy napotkali tubylców z ludu Kadazan, którzy udzielili im pomocy. Ostatecznie obaj trafili do kryjówki w domu Dihila bin Ambilida, znanego w okolicy jako „Godohil”. 8 sierpnia Sticpewich zdołał za pośrednictwem tubylców poinformować o swej ucieczce dowódcę grupy „Agas III”, por. Geoffreya Ripleya. Zanim jednak tubylcy powrócili z żywnością i lekarstwami, Reither zmarł. Większość źródeł podaje, w ślad za relacją Sticpewicha, że przyczyną jego śmierci były odniesione rany i dyzenteria. W 2019 roku Lynette Silver opublikowała jednak artykuł, w którym podała – powołując się na informacje uzyskane od syna „Godohila” – że to Sticpewich wraz z „Godohilem” udusili Reithera. Jej zdaniem motywem zabójstwa miała być obawa Sticpewicha, że ranny Reither będzie opóźniać dalszą ucieczkę.
1 sierpnia w obozie w Ranau znajdowało się 32 jeńców. Tego poranka Takakuwa wezwał na naradę swoich oficerów i podoficerów. Oznajmił, że niedawne ucieczki oraz fakt, iż większość jeńców stała się niezdolna do pracy, sprawiły, że postanowił nie zwlekać z wykonaniem rozkazu likwidacji jeńców. Kilka godzin później formozańscy strażnicy, którymi dowodził sierż. Toshiharu Okada, zabrali 17 ciężko chorych na jeniecki cmentarzyk. Pacjenci byli w tak ciężkim stanie, że piętnastu musiano przenieść na noszach; tylko dwóch zdołało doczołgać się na cmentarz o własnych siłach. Na cmentarzu wszystkich siedemnastu zastrzelono, po czym pogrzebano w dwóch uprzednio wykopanych mogiłach. Co najmniej jedną ofiarę dobito ciosami kolb karabinowych.
Wbrew zapowiedziom Takakuwy minął niemal miesiąc, zanim zamordowano pozostałych piętnastu jeńców. Nastąpiło to 27 sierpnia – dwanaście dni po emisji przemówienia cesarza Hirohito, w którym ogłosił przyjęcie przez Japonię warunków deklaracji poczdamskiej i pięć dni po tym, jak alianckie lotnictwo zrzuciło nad Ranau ulotki informujące o kapitulacji Cesarstwa. Tego dnia dziesięciu jeńców wyprowadzono z obozu, rzekomo do pracy przy przenoszeniu prowiantu. Z zeznań sprawców wynika, że gdy jeńcy znaleźli się w odległości pół kilometra na południe od obozu, dowodzący eskortą sierż. Tsuji zebrał ich pod dużym drzewem i oznajmił, że zostaną straceni. Ofiarom miano rzekomo zezwolić na wypalenie papierosów i spożycie ostatniego posiłku, po czym pojedynczo odprowadzono ich na odległe o 200 metrów miejsce egzekucji i tam rozstrzelano. Podczas powojennych przesłuchań formozańscy strażnicy, nie wyłączając „czarnego drania” Fukishimy, twierdzili, że wzdragali się przed wykonaniem rozkazu, stąd sierżant musiał w ramach „demonstracji” osobiście zabić pierwszego z jeńców.
Tego samego dnia, około godziny 12:30, pięciu jeńcom–oficerom, wśród których byli kpt. Cook oraz doktorzy Oakeshott i Picone, oznajmiono, że zostaną zabrani na przesłuchanie do placówki Kempeitai w Ranau. Po przejściu około pół kilometra dowodzący eskortą sierż. Yoichi Beppu zarządził postój, rzekomo na papierosa. Gdy za jego radą oficerowie odeszli na 50 metrów, aby schronić się w cieniu, strażnicy niespodziewanie otworzyli ogień. Jednemu z rannych jeńców roztrzaskano czaszkę kolbą karabinową, po czym Formozańczycy wykopali dwa groby i pogrzebali ofiary. Dowiedziawszy się, że wszyscy jeńcy są już martwi, por. Watanabe nakazał spalić wszystkie potencjalnie obciążające materiały. Uległy wtedy zniszczeniu rejestry pozwalające na identyfikację jeńców pogrzebanych na cmentarzu w Sandakanie, których Cook wbrew radom Billa Sticpewicha nie zdecydował się ukryć.

### Ofiary

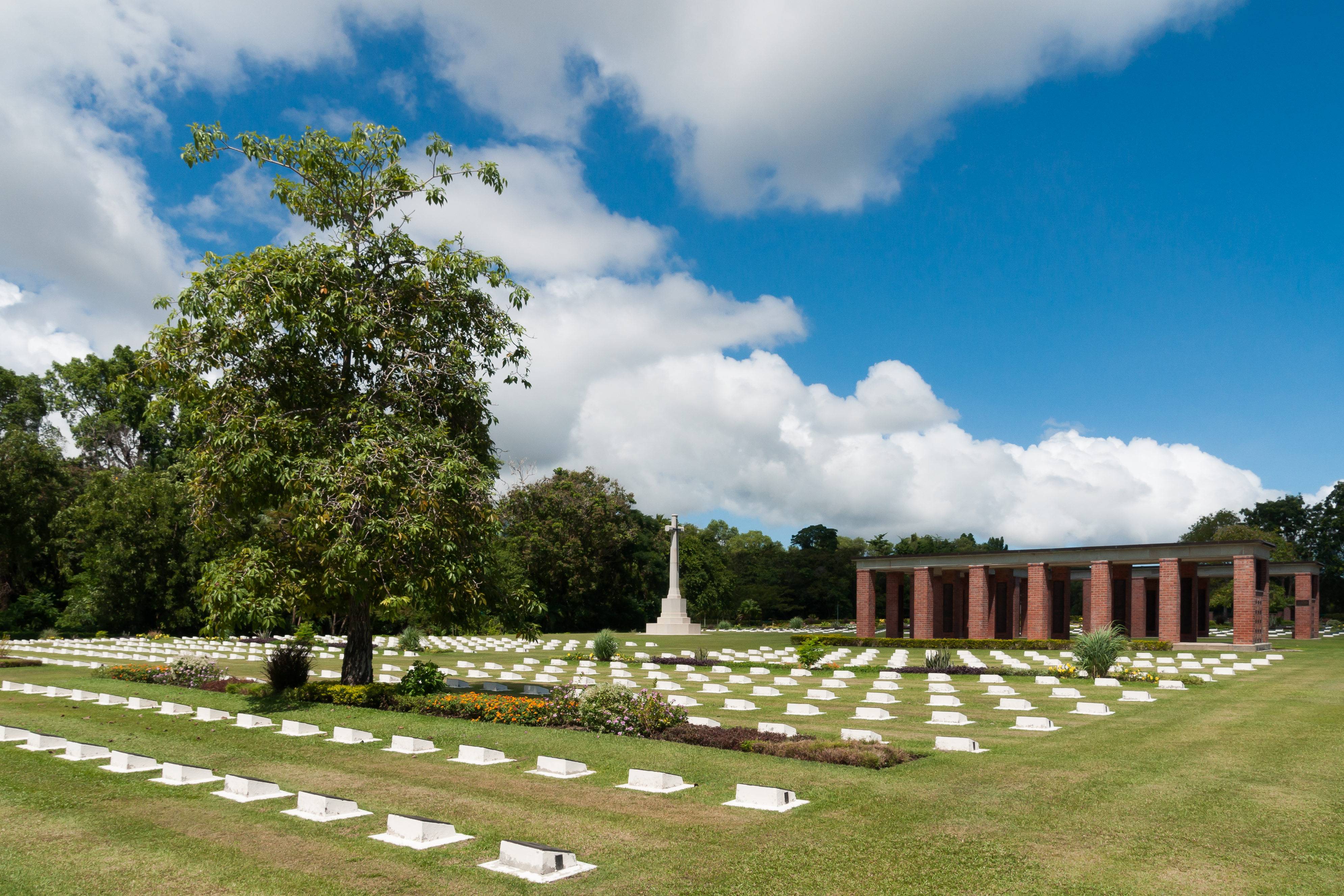
Cmentarz wojenny na wyspie Labuan, na którym spoczywają m.in. szczątki 2163 jeńców z Sandakanu

Spośród 2434 jeńców, których osadzono w Sandakanie i którzy nie opuścili obozu do czasu rozpoczęcia „marszów śmierci”, ocalało zaledwie sześciu Australijczyków. Byli to wyłącznie uciekinierzy. 1787 Australijczyków i 641 Brytyjczyków zmarło lub zostało zamordowanych w Sandakanie, w czasie „marszów śmierci” lub w prowizorycznych obozach w Ranau. Oznacza to, że śmiertelność wśród jeńców wyniosła aż 99,75%.
Mimo iż to „marsze śmierci” stały się symbolem cierpień jeńców, większość ofiar, gdyż co najmniej 1364, zmarła lub została zamordowana na terenie obozu jenieckiego w Sandakanie.
Od marca 1946 roku australijska jednostka ds. grobów wojennych prowadziła poszukiwania i ekshumacje w Sandakanie, Ranau i wzdłuż trasy „marszów śmierci”. Bardzo aktywnie uczestniczył w nich ocalały jeniec Bill Sticpewich. Udało się odnaleźć szczątki 2163 Australijczyków i Brytyjczyków. Pogrzebano je na cmentarzu wojennym w Sandakanie, otwartym 25 kwietnia 1947 roku. Wkrótce okazało się jednak, że konserwacja cmentarza, który zbudowano na podmokłym terenie, rodzi szereg trudności. Ostatecznie w 1949 roku wszystkie zwłoki ekshumowano i przeniesiono na cmentarz wojenny na wyspie Labuan. Zdecydowana większość grobów, które kryją szczątki jeńców z Sandakanu, pozostaje bezimienna. Udało się oznaczyć miejsce pochówku zaledwie 126 Australijczyków i 179 Brytyjczyków, przy czym 35 grobów zostało oznaczonych dopiero po 1996 roku – na podstawie drobiazgowych badań prowadzonych przez Lynette Silver.
Losy jeńców, którzy przeżyli „marsze śmierci”, przedstawiały się następująco: Bill Moxham popełnił samobójstwo w 1961 roku. Bill Sticpewich zginął w wypadku samochodowym w 1977 roku. „Dick” Braithwaite zmarł w 1986 roku, Nelson Short w 1995 roku, a Keith Botterill w 1997 roku. Owen Campbell, ostatni z jeńców, którzy przeżyli marsz, zmarł w 2003 roku.
Rząd Australii uhonorował specjalnymi dyplomami 22 mieszkańców Borneo Północnego, którzy z narażeniem życia nieśli pomoc jeńcom wojennym. 58 osobom udzielono gratyfikacji finansowych w różnej formie. Australijski parlamentarzysta Adair Blain, który sam jako jeniec był więziony w Sandakanie i Kuchingu, zaproponował w 1947 roku utworzenie specjalnego funduszu na rzecz borneańskich rodzin represjonowanych przez Japończyków za udzielanie pomocy jeńcom. Propozycja została jednak odrzucona przez rząd Australii.

## Niezrealizowane plany uwolnienia jeńców

### Operacja Agas
Już pod koniec grudnia 1942 roku aliancki wywiad otrzymał pierwsze informacje na temat obozu jenieckiego w Sandakanie. Ich źródłem byli filipińscy partyzanci z wysp Tawi-Tawi, którzy utrzymywali kontakty z cywilną konspiracją na Borneo Północnym. W marcu 1944 roku na pokładzie amerykańskiego okrętu podwodnego USS „Narwhal” ewakuowano do Australii trzech australijskich jeńców, którzy dziewięć miesięcy wcześniej uciekli z Sandakanu i z pomocą ruchu oporu przedostali się na Tawi-Tawi. Jeden z nich, sierż. Walter Wallace, nie miał zamiaru utrzymywać w tajemnicy swoich przeżyć i stał się obiektem zainteresowania australijskiej prasy i opinii publicznej.
Pierwszym, który przedstawił plan uwolnienia jeńców, był kpt. Francis George Leach „Gort” Chester – oficer Services Reconnaissance Department (SDR), który od października 1943 roku do czerwca 1944 roku przebywał na Borneo Północnym, kierując grupą wywiadowczą o kryptonimie „Python”. 5 lipca 1944 roku, niespełna dwa tygodnie po powrocie do Australii, zaproponował przeprowadzenie kolejnej tajnej operacji na zachodnim wybrzeżu protektoratu. Jej celem miało być zorganizowanie siatki wywiadowczej, utworzenie i przeszkolenie oddziałów partyzanckich (rekrutowanych głównie spośród członków miejscowej chińskiej diaspory), a także nawiązanie kontaktu z obozami jenieckimi i pomoc w organizacji ucieczek. Doszło do jeszcze jednego spotkania, podczas którego doprecyzowano plan, po czym 4 sierpnia dyrektor SDR ppłk John Chapman-Walker zwrócił się do szefa Allied Intelligence Bureau (AIB) płk. G.C. Robertsa z oficjalną prośbą o zgodę na przeprowadzenie operacji, której nadano kryptonim „Agas”. Wystąpił jednocześnie o zapewnienie grupie wywiadowczej transportu w postaci okrętu podwodnego. Po upływie trzech tygodni okazało się jednak, że Roberts nie przekazał wniosku do kwatery głównej gen. Douglasa MacArthura. Przyczyną były zarówno wady planu (w tym wyznaczenie strefy lądowania w miejscu niedostępnym dla okrętów podwodnych), jak i niechęć i nieufność, z którą AIB traktowało SDR.
Dopiero 25 września 1944 roku poprawiony plan operacji trafił do kwatery głównej MacArthura. W międzyczasie SDR uszczegółowiało plany misji i szkoliło jej uczestników. Alianckie dowództwo zbyt długo zwlekało jednak z wyrażeniem zgody. Gdy „Agas” został ostatecznie zatwierdzony, okazało się, że w związku nadejściem pory monsunowej operacja będzie mogła zostać przeprowadzona najwcześniej w styczniu 1945 roku.
7 stycznia 1945 roku „Gort” Chester i jego grupa przybyli do Freemantle, skąd okręt podwodny miał ich zabrać na Borneo Północne. Na skutek biurokratycznych pomyłek i nieszczęśliwych wypadków rozpoczęcie misji opóźniło się jednak o dziewięć dni. Ostatecznie grupa „Agas” wypłynęła 16 stycznia z Darwin, na pokładzie USS „Tuna”. Dwanaście dni później okręt dopłynął do zachodniego wybrzeża Borneo Północnego, na wysokości wyspy Bisa. Obserwując wybrzeże przez peryskop, Chester błędnie uznał dwa bezlistne drzewa za maszty japońskich okrętów i uznał, że lądowanie w tym miejscu jest niemożliwe. W tej sytuacji „Tuna” kontynuował patrol, a grupę „Agas” przerzucono na okręt USS „Bream”, którym wróciła do Australii.

### Operacja Kingfisher

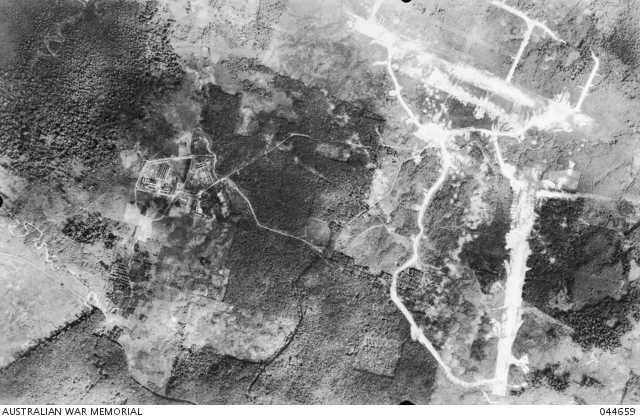
Obóz jeniecki w Sandakanie, zdjęcie lotnicze

Jesienią 1944 roku, gdy wciąż procedowano plany operacji „Agas”, SDR przedstawiło projekt o wiele bardziej ambitnej operacji, której nadano kryptonim „Kingfisher”. Przewidywał on wysadzenie w Sandakanie desantu spadochronowego w sile batalionu, którego zadaniem miało być opanowanie miasta i lotniska oraz uwolnienie jeńców wojennych. Opracowując plan operacji, sztabowcy SDR szczegółowo przeanalizowali dostępne zdjęcia lotnicze, a także skorzystali z informacji dostarczonych przez uciekiniera Waltera Wallace’a oraz osoby, które przed wojną mieszkały w Sandakanie. Aby zapewnić desantowi najbardziej aktualne informacje wywiadowcze, zamierzano na krótko przed rozpoczęciem operacji wysadzić w okolicach Sandakanu grupę rozpoznawczą pod dowództwem kpt. Dona Sutcliffe’a. Założono, że w zasadniczej części operacji weźmie udział 637 spadochroniarzy i 40 żołnierzy spadochronowych wojsk inżynieryjnych, przerzuconych na pokładach 30–34 samolotów transportowych C-47 Dakota. Przewidując, że wielu jeńców może znajdować się w złym stanie fizycznym, zaplanowano, iż w operacji weźmie udział statek szpitalny, na którego pokład miały zabrać jeńców barki desantowe. Podpułkownik John Overall, który miał dowodzić desantem spadochronowym, po latach oszacował szanse na sukces operacji na 80–90%.
15 grudnia 1944 roku nowo mianowany dowódca AIB, bryg. Kenneth Agnew Wills, oficjalnie poinformował ppłk. Chapman-Walkera, że gen. MacArthur wyraził zgodę na przeprowadzenie operacji „Kingfisher”. Już wcześniej ze sztabu MacArthura wyszły rozkazy do dowódców alianckich sił morskich i powietrznych, informujące o przygotowywanej operacji. Amerykańskie Seventh Air Force i Thirteenth Air Force miały udostępnić Australijczykom swoje bazy i urządzenia, podczas gdy brytyjska Royal Navy wyznaczyła do udziału w operacji okręty desantowe HMS „Empire Spearhead” i HMS „Glenearn”, statek szpitalny HMS „Lamont”, a także oddział Royal Marines. Przewidywano, że grupa wywiadowcza Sutcliffe’a zostanie przerzucona na Borneo na sześć tygodni przed planowanym atakiem.
Warunkiem sine qua non przeprowadzenia operacji „Kingfisher” było wcześniejsze przeprowadzenie misji rozpoznawczej przez grupę Sutcliffe’a. W tym zakresie doszło jednak do katastrofalnych w skutkach opóźnień. Mimo iż operacji uwolnienia jeńców nadano wysoki priorytet, SDR przez długi czas trzymało się sztywno swoich harmonogramów, oczekując, że wywiadowcy zostaną przerzuceni okrętem podwodnym na Borneo, w dodatku dopiero wtedy, gdy dotrze tam grupa „Agas”. Nie zdecydowano się na przerzucenie grupy Sutcliffe’a za pomocą łodzi latającej PBY Catalina, mimo że w tym czasie zagrożenie ze strony japońskich myśliwców praktycznie już nie występowało.
Dowiedziawszy się o niepowodzeniu misji „Agas”, SDR postanowiło podjąć jeszcze jedną próbę przerzucenia „Gorta” Chestera i jego grupy na Borneo. Idąc za jego radą, miejsce lądowania wyznaczono tym razem na wschodnim wybrzeżu protektoratu, na północ od Sandakanu i zatoki Labuk. Jednocześnie zgodnie z rozkazem SDR grupa „Agas II”, obok realizacji swych pierwotnych celów, miała zgromadzić dane wywiadowcze niezbędne do przeprowadzenia operacji „Kingfisher”, a ponadto ewakuować pewnego Chińczyka z miasteczka Kudat na północno-wschodnim wybrzeżu. Chester energicznie zaprotestował, wskazując, że są to zadania niemal niewykonalne, chociażby ze względu na fakt, iż Kudat dzieliło od Sandakanu kilkaset kilometrów niezwykle trudnego terenu. Musiał jednak ustąpić, gdy zagrożono mu, że konsekwencją dalszych sprzeciwów będzie pozbawienie go dowództwa nad misją.
3 marca 1945 roku amerykański okręt podwodny USS „Tuna” (SS-203) wysadził siedmiu członków grupy „Agas” na wschodnim wybrzeżu Borneo. W związku z nowymi zadaniami w grupie znalazł się Don Sutcliffe oraz trzech innych wywiadowców nienależących do jej pierwotnego składu. Niektórzy, w tym Sutcliffe, nigdy nie byli na Borneo i nie znali miejscowych uwarunkowań. Niemniej grupa zdołała nawiązać kontakt z Bede Williem oraz naczelnikiem plemiennym Kulangiem, którzy zgodzili się udzielić pomocy w zbieraniu informacji wywiadowczych, w tym na temat obozu jenieckiego. 3 kwietnia „Agas II” wysłał w tej sprawie pierwszy meldunek do SDR. Powołując się na informacje uzyskane od tubylców, przekazano, iż Japończycy przystąpili do ewakuacji Sandakanu, a wszyscy jeńcy zostali przeniesieni w głąb wyspy. W tym samym meldunku znalazła się informacja, że wielu jeńców cierpi na beri-beri, a niezdolnych do marszu zabito. Dziesięć dni później „Agas II” nadał kolejny meldunek, w którym potwierdzono przekazane wcześniej informacje. 16 kwietnia z placówki SDR na wyspie Morotai również nadeszła informacja o ewakuowaniu jeńców z Sandakanu. 21 maja „Gort” Chester, którego zabrano z Borneo na pokładzie Cataliny, wziął udział w odprawie w SDR. Poinformował wtedy, powołując się na informacje uzyskane od swoich agentów, że wielu jeńców zabito w czasie marszu, niemniej tym, którzy dotarli do Ranau, zdaje się nie grozić poważniejsze niebezpieczeństwo. Jak się później okazało, lokalni informatorzy, przetrzebieni i zastraszeni represjami Kempeitai, a zwłaszcza krwawym stłumieniem powstania w Jesselton, bazowali jedynie na plotkach i informacjach z drugiej ręki.
Niemniej na podstawie tych informacji alianckie dowództwo uznało, że jeńców ewakuowano z Sandakanu i nie grozi im natychmiastowa masakra. Jak dotąd nie odnaleziono dokumentu, w którym mowa explicite o odwołaniu operacji „Kingfisher”. Zdaniem Lynette Silver o tym, iż taka decyzja zapadła, świadczą jednak liczne dowody pośrednie. 19 kwietnia grupie „Agas II” zmieniono pierwotnie wyznaczone cele, rozkazując skupić się odtąd na gromadzeniu informacji o japońskiej obronie na zachodnim wybrzeżu protektoratu. Trzy brytyjskie okręty oraz oddział Royal Marines, które przez trzy tygodnie oczekiwały w zatoce Leyte na rozkaz rozpoczęcia operacji, odwołano 6 maja do Australii. Jednocześnie spadochroniarzom, którzy dotąd oczekiwali w pogotowiu bojowym w australijskim Atherton, przyznano w połowie maja 24-dniowe przepustki.

### Późniejsze działania
Alianci byli całkowicie nieświadomi faktu, że w Sandakanie nadal przebywa ponad 800 jeńców. Rzekomo opustoszały obóz był w maju atakowany przez lotnictwo, alianckie samoloty ostrzeliwały również kolumny, w których maszerowali uczestnicy drugiego „marszu śmierci”. Dopiero gdy 15 czerwca na Tawi-Tawi dotarł ocalały z drugiego marszu Dick Braithwaite, aliancki wywiad zorientował się, że w Sandakanie nadal przebywają jeńcy wojenni. Na skutek zbyt wolnego przepływu informacji zakaz ataków lotniczych na obóz i szlak do Ranau został jednak wydany dopiero 26 lipca. W międzyczasie SDR poleciło grupie „Agas” zdobyć aktualne informacje na temat losu jeńców. Była ona jednak w tym czasie podzielona na sekcje, które realizowały rozmaite zadania w różnych częściach Borneo Północnego. Ostatecznie SDR musiało skompletować nową niewielką grupę wywiadowczą pod dowództwem por. Geoffreya Ripleya („Agas III”), którą 21 czerwca przerzucono na Borneo z zadaniem rozpoznania rejonu Ranau.
Jednocześnie pod koniec czerwca SDR wysłało na rozpoznanie w rejon Sandakanu jednego ze swoich wywiadowców, Rexa Blowa. Niewielką łodzią wynajętą od tubylca Blow zdołał przepłynąć z wyspy Libaran na Borneo, po czym płynąc w górę rzeki Samawang dotarł do szlaku Sandakan–Beluran, mniej więcej na jego 53 kilometrze. Odnalazł ślady trzeciego marszu, który niedawno tamtędy przeszedł. Jednocześnie miejscowi poinformowali go, że w obozie nie pozostał już żaden jeniec. W konsekwencji Blow zawrócił na Libaran, nie próbując zweryfikować otrzymanych informacji.
Tymczasem po dotarciu do tajnej bazy SDR w Lokopas na Borneo, Ripley zorientował się, że radiotelegrafiści, którzy mieli zostać przydzieleni do jego grupy, zostali przeniesieni do wioski Pitas na drugim krańcu półwyspu Paitan-Maradu. Gdy Ripley dotarł tam po kilku dniach, poinformowano go, że radiotelegrafiści są obarczeni innymi zadaniami i nie mogą towarzyszyć mu do Ranau. Dopiero 8 lipca SDR przysłało drogą powietrzną nowego łącznościowca. Fakt iż grupa musiała teraz wyruszyć na misję z Pitas, miał jednak dalekosiężne konsekwencje. Zamiast podejść do Ranau od wschodu, jak pierwotnie planowano, Ripley i jego czterech towarzyszy postanowiło obejść cel od południa. Dowództwo SDR nie ostrzegło porucznika, iż jest to trasa niezwykle trudna do pokonania, nikt też nie zaproponował, aby wywiadowców zrzucić na spadochronach na płaskowyżu Ranau, choć SDR miało ku temu niezbędne środki.
„Agas III” zdołał dotrzeć w rejon Ranau dopiero 7 sierpnia, po trwającym blisko sześć tygodni marszu. Ripley zorganizował pomoc dla jeńców, którym udało się zbiec z leśnego obozu. Otrzymawszy wiadomość, że w Ranau wciąż przebywa około 20 alianckich żołnierzy, zdołał także nakłonić tubylców, aby podjęli próbę przemycenia żywności i lekarstw do obozu. 12 sierpnia otrzymał jednak depeszę od „Gorta” Chestera, w której zakazywano mu podejmowania dalszych działań – w obawie, że da to Japończykom pretekst do wymordowania jeńców. Na wieść, że w okolicach Ranau ukrywają się zbiegli jeńcy, dowództwo zgodziło się jednak wzmocnić grupę siedmioma wywiadowcami, których 18 sierpnia zrzucono na spadochronach nieopodal wioski Lansat. Z pomocą tubylców udało się odnaleźć czterech uciekinierów, których 20 września ewakuowano drogą powietrzną. Zdaniem Lynette Silver misja „Agas III”, wyłączywszy uratowanie czterech uciekinierów, okazała się „całkowitą katastrofą”.
W międzyczasie, 15 sierpnia, płk J. Wilton z australijskiego sztabu generalnego zaproponował, aby przeprowadzić akcję uwolnienia jeńców, którzy wciąż przebywać mieli w Sandakanie i wzdłuż szlaku do Ranau. Dowództwo błyskawicznie wyraziło zgodę. Główną rolę w operacji miała odegrać australijska 26 Brygada Piechoty, która dwa miesiące wcześniej wyzwoliła Tarakan. Zapewnione miało zostać również wsparcie RAAF i marynarki wojennej. Poczyniono już pewne przygotowania, gdy 20 sierpnia dowództwo odwołało operację. Przyczyną było otrzymanie informacji, tym razem prawdziwej, iż w Sandakanie nie ma już ani jednego żywego jeńca.

### Głosy polemiczne
Ustalenia i interpretacje Silver dotyczące niepowodzenia operacji Kingfisher stały się przedmiotem polemik, niekiedy bardzo gorących. Niektórzy australijscy historycy i weterani pozostają przekonani, iż operacja Kingfisher była niewykonalna z powodów logistycznych, a przygotowania do jej przeprowadzenia nigdy nie wyszły poza etap luźnych rozważań.
Paul Ham podkreśla, że wyzwalanie obozów jenieckich nigdy nie znajdowało się wysoko na liście priorytetów generałów MacArthura i Blameya, czy też szerzej całego alianckiego dowództwa. Ich uwaga koncentrowała się bowiem na zniszczeniu japońskiej machiny wojennej. Dodaje, że Borneo nie odgrywało większej roli w strategicznych planach aliantów. Podkreśla, że ani personel bojowy SDR nie był wyszkolony do przeprowadzania misji ratunkowych, ani też agencja nie została w tym celu utworzona. Zgadza się również z argumentem, iż SDR nie dysponowała wystarczającą liczbą samolotów transportowych, aby móc przerzucić na Borneo cały batalion spadochronowy. Uważa ponadto, że „Kingfisher” nie miał szans na realizację i był de facto „przepisem na katastrofę”. Co więcej, „Kingfisher” nie był jego zdaniem planem „operacji”, lecz co najwyżej „projektem” lub „spekulacyjnym studium”, na którego ewentualną realizację wyrażono jedynie warunkową zgodę i o którego oficjalnym odwołaniu nie może być mowy, gdyż przygotowań nigdy tak naprawdę nie rozpoczęto.

## Powojenne procesy

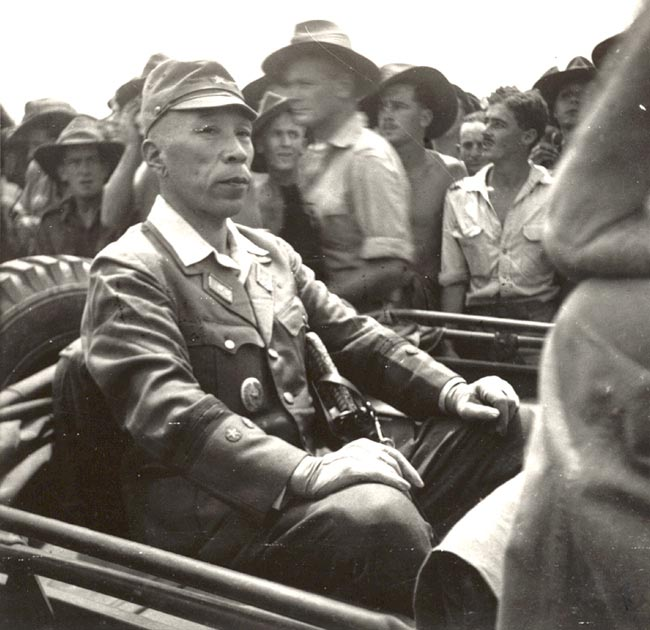
Generał Masao Baba w drodze na ceremonię podpisania kapitulacji wojsk japońskich na Borneo. 10 września 1945

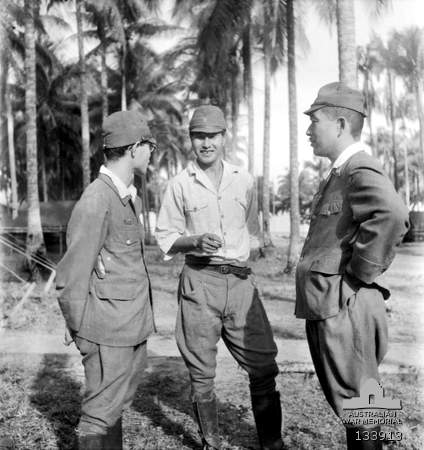
Kapitan Susumi Hoshijima (w środku), komendant obozu jenieckiego w Sandakanie, sfotografowany w trakcie konsultacji ze swoimi obrońcami podczas procesu w styczniu 1946 roku

Jeden z ocalałych jeńców, Bill Sticpewich, wystąpił jako świadek przed Międzynarodowym Trybunałem Wojskowym dla Dalekiego Wschodu w Tokio.
Pierwsze śledztwo w sprawie losów alianckich jeńców przetrzymywanych na Borneo przeprowadził kpt. Leonard Darling, oficer australijskiej 9 Dywizji Piechoty. Od 7 września do 25 listopada 1945 roku około 20 niewielkich zespołów poszukiwało ocalałych jeńców wojennych i internowanych cywilów, a także szczątków ofiar japońskich zbrodni. 17 października tegoż roku przeszukano ruiny obozu jenieckiego w Sandakanie, dokonując m.in. ekshumacji odnalezionych tam pojedynczych i masowych grobów.
Australijskim śledczym udało się zidentyfikować 898 osób podejrzanych o popełnienie zbrodni wojennych na obszarze Borneo. Z tego grona 36 podejrzanych zmarło, 180 nie zostało odnalezionych, a 238 zostało jedynie przesłuchanych i nie postawiono ich w stan oskarżenia (w gronie tym znalazł się m.in. kpt. Hirawa Nagai). 444 podejrzanych zostało aresztowanych.
Zbrodnie popełnione podczas „marszów śmierci” z Sandakanu do Ranau były głównym punktem oskarżenia przeciwko generałowi Masao Babie, który od stycznia 1945 roku dowodził japońską 37 Armią. Jego proces toczył się 28 maja – 2 czerwca 1946 roku w Rabaulu. Podobnie jak gen. Tomoyuki Yamashita, Baba został skazany na śmierć na podstawie zasady „odpowiedzialności dowodzenia” – jako naczelny dowódca na obszarze północnego Borneo, który nie dopełnił obowiązku nadzoru nad działaniami podwładnych, którzy dopuszczali się zbrodni. Wyrok wykonano w Rabaulu 7 sierpnia 1947 roku.
Inaczej potoczyły się natomiast losy jego poprzednika. Generał Masataka Yamawaki nie został postawiony w stan oskarżenia w związku z „marszami śmierci” i nieludzkim traktowaniem jeńców w Sandakanie, co można uznać za decyzję kontrowersyjną, gdyż to m.in. za jego rządów znacznie ograniczono wydawane jeńcom racje żywnościowe. Co więcej, plan przeniesienia jeńców na zachodnie wybrzeże Borneo został opracowany w jego sztabie, podczas gdy gen. Baba, który przybył do Kuchingu dopiero 21 stycznia 1945 roku, de facto jedynie wdrożył go w życie. Jedyny zarzut, jaki ostatecznie postawiono Yamawakiemu dotyczył sprawy „incydentu sandakańskiego”. Proces zakończył się wydaniem wyroku uniewinniającego.
Ponadto w sprawach dotyczących mordowania i złego traktowania jeńców z obozu w Sandakanie postawiono przed sądem jeszcze 73 Japończyków i Formozańczyków. 64 oskarżonych usłyszało wyroki skazujące, przy czym kilkunastu osądzono dwukrotnie, wydając przy tym odmienne wyroki w odniesieniu do różnych zarzutów. Dziesięciu skazano na karę śmierci i stracono, pozostali usłyszeli wyroki więzienia. Ośmiu oskarżonych uniewinniono, jeden zmarł przed zakończeniem procesu.
W przypadku pierwszego „marszu śmierci”:
- dwukrotnie sądzony był kpt. Shōichi Yamamoto oraz jego dziesięciu podwładnych. Pierwszy proces odbył się na wyspie Labuan w styczniu 1946 roku. Dziesięciu oskarżonych zostało wtedy skazanych na karę śmierci, a jedenasty – na karę dożywotniego więzienia. Na skutek niejasności w zeznaniach jednego ze świadków, australijskie dowództwo odmówiło jednak zatwierdzenia wyroku i zarządziło ponowne przeprowadzenie procesu. W międzyczasie zmarł jeden z oskarżonych, sierż. Shinichi Sato. Kolejny proces odbył się 20–27 maja 1946 roku w Rabaulu. Ostatecznie na karę śmierci zostali skazani jedynie kpt. Yamamoto oraz por. Kazuo Abe – dowódca grupy nr 9, odpowiedzialnej za likwidację niezdolnych do marszu jeńców. Obu stracono 19 października tegoż roku. Siedmiu oficerów, którzy dowodzili pozostałymi grupami marszowymi, usłyszało wyroki 10 lat więzienia. Dziesiąty oskarżony, sierż. Kireku Gotunda, został uniewinniony[200].
- czterech strażników zostało skazanych na kary więzienia w wymiarze od 5 do 15 lat za współudział w mordowaniu i brutalnym traktowaniu jeńców – zarówno podczas marszu, jak i w pierwszym obozie w Ranau[199].
- w procesie, który toczył się w Rabaulu 25–28 maja 1946 roku osądzono trzech strażników z Formozy, oskarżonych o to, iż torturami doprowadzili do śmierci Alberta Cleary’ego – jeńca schwytanego podczas próby ucieczki z Ranau. Saburo Suzuki, Kotaro Kitamura i Koyoshi Kawakami („Złotozębny drań kopiący po goleniach”) zostali uznani winnymi zarzucanych czynów i skazani na karę śmierci. Wszystkich trzech powieszono w Rabaulu 18 października 1946 roku[201]. W rzeczywistości to nie strażnik Saburo Suzuki, lecz japoński porucznik Taichi Suzuki był jednak odpowiedzialny za śmierć Cleary’ego. Keith Botterill przyznał na krótko przed śmiercią, że wraz z innym ocalałym, Billem Moxhamem, rozmyślnie obarczyli Formozańczyka winą za mord, którego nie popełnił, aby został skazany na śmierć i nie uniknął odpowiedzialności za swoje inne zbrodnie[202].
- w kolejnym procesie, który również toczył się w Rabaulu, podsądnym był formozański strażnik Yoshinori Hayashi („Bezlitosny Ming”), oskarżony, iż w czasie przemarszu resztek grup nr 6–9 z Paginatan do Ranau zamordował jeńca Noela Parkera uderzeniami kolby karabinowej. Został uznany winnym zarzucanego czynu i skazany na karę śmierci przez powieszenie. Wyrok wykonano 31 sierpnia 1946 roku w Rabaulu[201].

W przypadku drugiego i trzeciego „marszu śmierci” 
- 3–5 stycznia 1946 roku sądzeni byli kpt. Takuo Takakuwa oraz por. Genzō Watanabe. Uznano ich winnymi wydania rozkazów mordowania jeńców, którzy opadli z sił w czasie drugiego marszu, a także winnymi wydania rozkazów wymordowania jeńców, których przetrzymywano w leśnym obozie w Ranau. Obu skazano na karę śmierci. Watanabe został rozstrzelany na Morotai 16 marca 1946 roku. Takakuwę powieszono w Rabaulu 6 kwietnia tegoż roku[203].
- sierż. Naoji Hosotani, funkcjonariusz Kempeitai z Sandakanu, został uznany winnym zamordowania dwóch jeńców, którzy uczestniczyli w trzecim marszu. Skazano go na karę śmierci przez powieszenie. Wyrok został wykonany[204].
- formozański strażnik Maseo Fukishima („Czarny drań”) został oskarżony o doprowadzenie do śmierci australijskiego jeńca Arthura Birda. Fukishima został już wcześniej skazany na karę 15 lat więzienia za udział w wymordowaniu jeńców osadzonych w Ranau. W pierwszym procesie dotyczącym śmierci Birda, który odbył się 29 maja 1946 roku, Fukishima został oczyszczony z zarzutów. Oskarżenie natychmiast zażądało jednak przeprowadzenia ponownego procesu, powołując jednocześnie nowego świadka – Billa Sticpewicha. Na podstawie jego zeznań Fukishima został 31 maja skazany przez inny skład sędziowski na karę śmierci. Australijskie dowództwo odmówiło jednak zatwierdzenia wyroku[205][206].
- 25 szeregowym strażnikom, zazwyczaj pochodzącym z Formozy, postawiono zarzuty udziału w mordowaniu jeńców podczas drugiego marszu. 21 oskarżonych uznano winnymi zarzucanych czynów i wymierzono kary pozbawienia wolności w wymiarze od 8 do 20 lat. Czterech oskarżonych uniewinniono[199].

Pod zarzutem zbrodni popełnionych na jeńcach, których osadzono w leśnych obozach w Ranau, osądzono i skazano 21 osób – formozańskich strażników oraz dowodzących nimi japońskich podoficerów. Trzech, w tym sierż. Toshiharu Okada, usłyszało wyroki dożywotniego pozbawienia wolności. Pozostali otrzymali kary więzienia w wymiarze od 8 do 20 lat. Wśród tych ostatnich był sierż. Yoichi Beppu, któremu wymierzono karę 15 lat więzienia.
Pod zarzutem mordowania i nieludzkiego traktowania jeńców bezpośrednio na terenie obozu w Sandakanie osądzono:
- 8–20 stycznia 1946 roku toczył się proces komendanta obozu w Sandakanie, kpt. Susumiego Hoshijimy. Australijski trybunał wojskowy skazał go na karę śmierci przez powieszenie. Wyrok wykonano 6 kwietnia 1946 roku w Rabaulu[207].
- zarzuty mordowania lub brutalnego traktowania jeńców postawiono ponadto 18 osobom – formozańskim strażnikom oraz japońskim podoficerom. Na karę dożywotniego więzienia zostali skazani sierż. Hisao Murozumi, a także Hirochi Motoki z sandakańskiej placówki Kempeitai. Trzynastu oskarżonych usłyszało wyroki pozbawienia wolności w wymiarze od 2 do 20 lat. Trzech uniewinniono[199].

Pułkownik Tatsuji Suga, zwierzchnik wszystkich obozów jenieckich w północnej części Borneo, popełnił samobójstwo we wrześniu 1945 roku w alianckim obozie jenieckim na wyspie Labuan.
Po zawarciu przez mocarstwa zachodnie traktatu pokojowego z Japonią (1951), zaprzestano poszukiwań japońskich zbrodniarzy wojennych, a tych, którzy odsiadywali wyroki więzienia, zaczęto repatriować do Japonii, gdzie mieli odbyć resztę kary. Do grudnia 1958 roku wszyscy wyszli na wolność na mocy amnestii.

## Opóźnione ujawnianie informacji po stronie alianckiej
Australijska cenzura wojenna początkowo zablokowała ujawnienie informacji o „marszach śmierci”. Powodem była obawa, że drastyczne szczegóły przyniosą dodatkowe cierpienia rodzinom ofiar. Pierwszy artykuł na temat losów jeńców uwięzionych w Sandakanie, zresztą niewielki objętościowo, został dopuszczony do druku dopiero 17 września 1945 roku. Informacje, które docierały do rodzin ofiar, przez długi czas były niezwykle skąpe. Australijska prasa, działając z inspiracji kręgów rządowych, bardzo oszczędnie informowała o ujawnionych przypadkach japońskich zbrodni wojennych (z tego jednolitego frontu wyłamał się jedynie wydawany w Melbourne dziennik „Age”). Wojskowemu biuru, które było odpowiedzialne za prowadzenie rejestrów i kontakty z rodzinami żołnierzy (2nd Echelon), odmówiono dostępu do akt procesowych dotyczących japońskich zbrodni na Borneo. W konsekwencji niektóre australijskie rodziny z dużym opóźnieniem otrzymały informacje o śmierci bliskich, a większość przez lata była skazana jedynie na domysły na temat okoliczności, w których zginęli ich krewni i powinowaci. Z jeszcze większym opóźnieniem i trudnościami informacje o losie jeńców, którzy zmarli lub zostali zamordowani na Borneo, docierały do rodzin w Wielkiej Brytanii.
Zdaniem Lynette Silver blokowanie informacji, a niekiedy wręcz dezinformacja na temat przebiegu „sandakańskich marszów śmierci”, wynikały z celowych działań australijskiego rządu i generalicji, a w szczególności gen. Thomasa Blameya i wysokich rangą oficerów SDR. O ile armia kierować miała się źle rozumianą troską o dobro rodzin ofiar, o tyle Blamey i wysocy rangą oficerowie SDR mieli dążyć do zatuszowania faktów, które  świadczyły, iż to zaniechania i błędy tej agencji uniemożliwiły realizację operacji „Kingfisher”, a tym samym ocalenie życia setek jeńców. W jej ocenie operację „Kingfisher” wymazano z oficjalnej historii SDR, co było o tyle ułatwione, że w jej szczegóły było wtajemniczone wąskie grono oficerów, a nieliczne dokumenty zostały utajnione na dziesięciolecia. Utajniono także wojskowe akta dotyczące śledztw i procesów w sprawie japońskich zbrodni wojennych. Paul Ham, choć pozostaje przekonany, iż operacja Kingfisher nigdy nie wyszła poza stadium rozważań, także jest zdania, że australijskie władze celowo blokowały ujawnienie informacji na temat Sandakanu i „marszów śmierci”. Jego zdaniem motywem była chęć ukrycia prawdy, iż do losu jeńców przywiązywano w czasie wojny niewiele uwagi.
W listopadzie 1947 roku, podczas konferencji odbywającej się w Melbourne, Blamey publicznie oskarżył Douglasa MacArthura, iż to z jego winy operacja ratowania jeńców nie doszła do skutku. Amerykański generał miał rzekomo nie zgodzić się na udostępnienie Australijczykom samolotów transportowych, niezbędnych do przeprowadzenia desantu spadochronowego w Sandakanie. Jako że w czasie wojny MacArthur był dowódcą wszystkich sił alianckich na obszarze południowo-zachodniego Pacyfiku, a w Australii pozostawał osobą bardzo niepopularną, oskarżenia te padły na podatny grunt. Mimo iż zdaniem Silver dostępne dowody wskazują, że MacArthur był gotów udzielić operacji „Kingfisher” pełnego wsparcia, oskarżenia pod jego adresem powtarzano w różnych publikacjach historycznych. Ham również kwestionuje oskarżenia pod adresem amerykańskiego generała, twierdząc, że wstrzymanie prac nad „Kingfisher” było wspólną decyzją MacArthura i Blameya.

## Upamiętnienia

### Pomniki

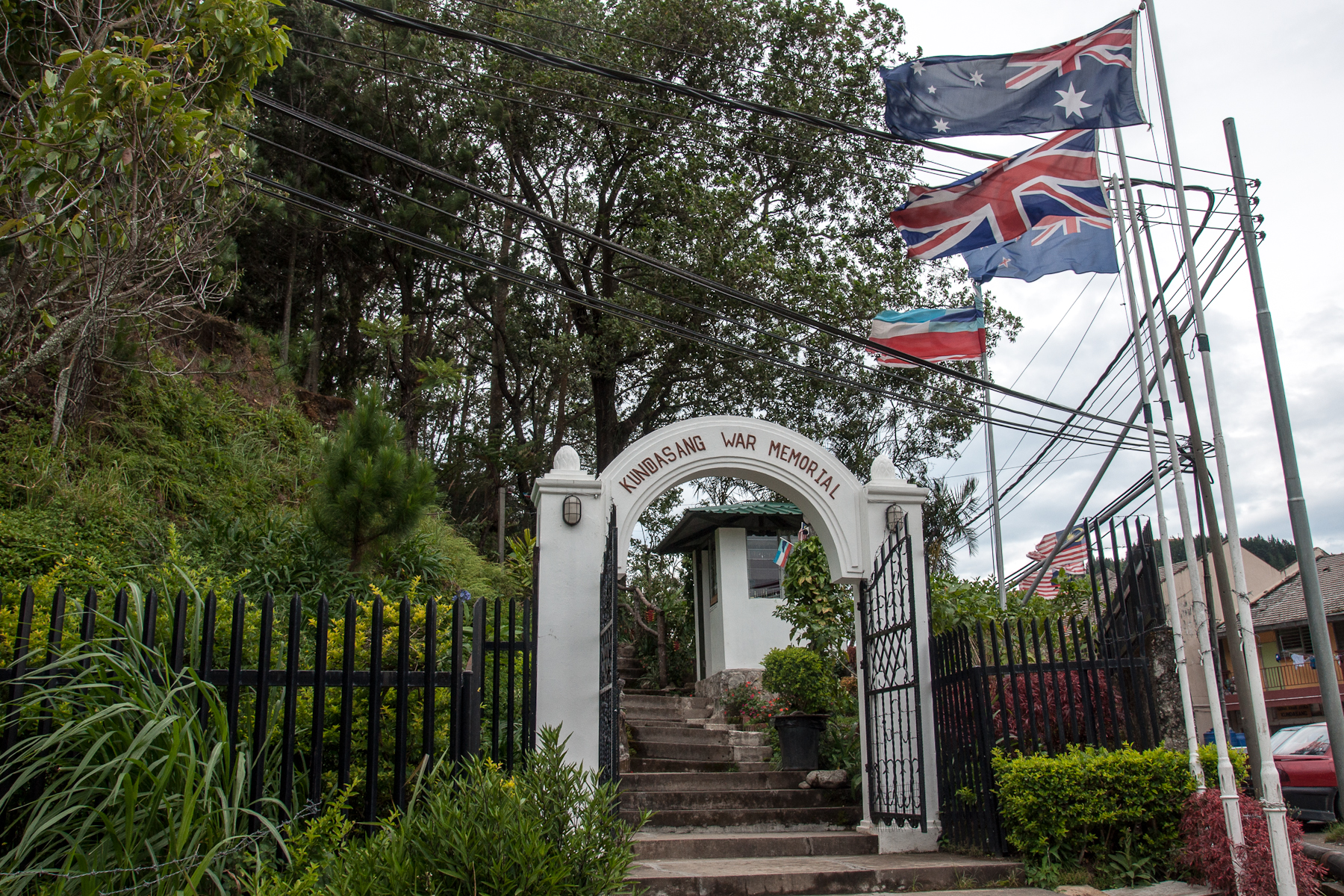
Pomnik Wojenny i Ogrody Pamięci (War Memorial and Gardens) w Kundasang

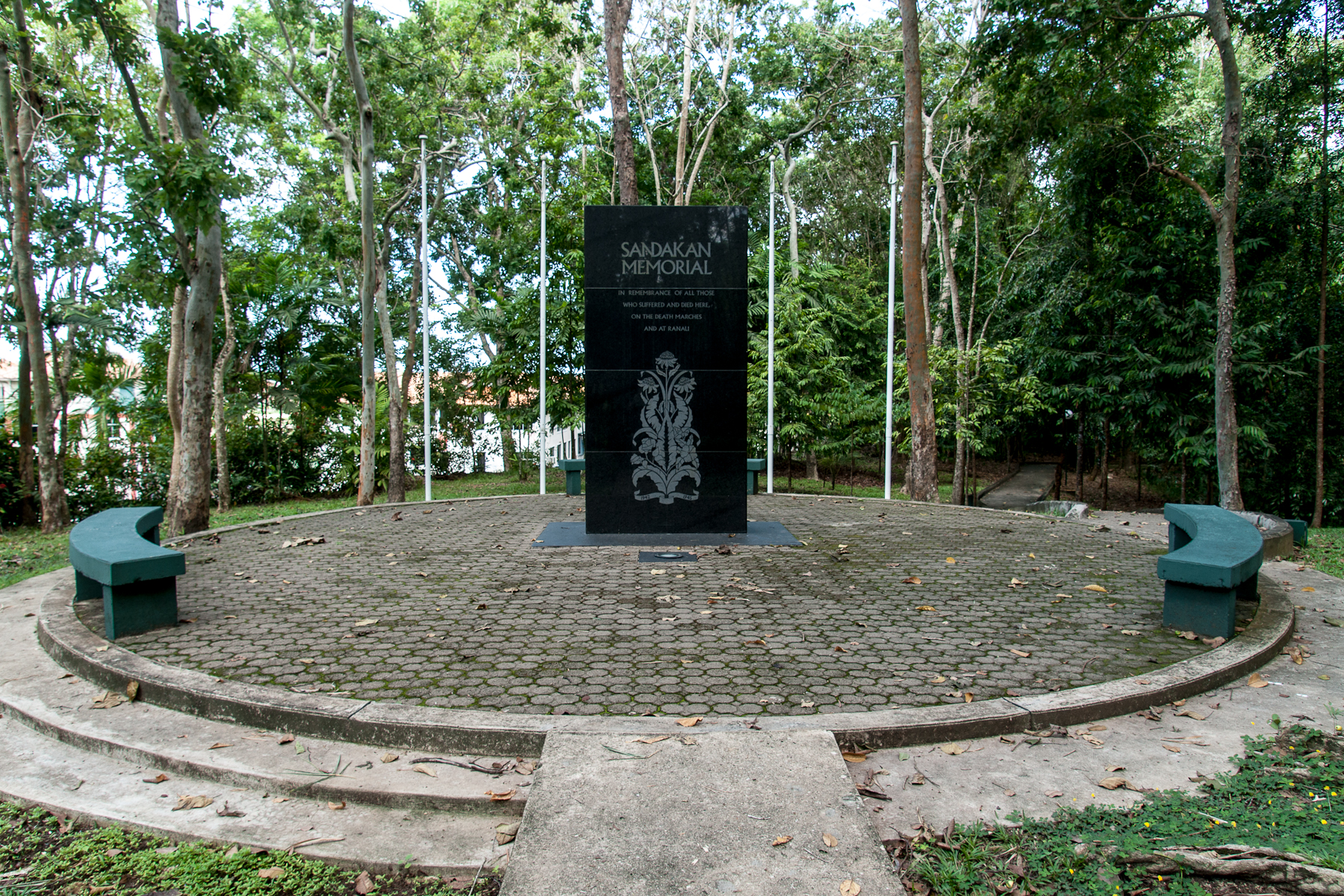
Obelisk na terenie Sandakan Memorial Park

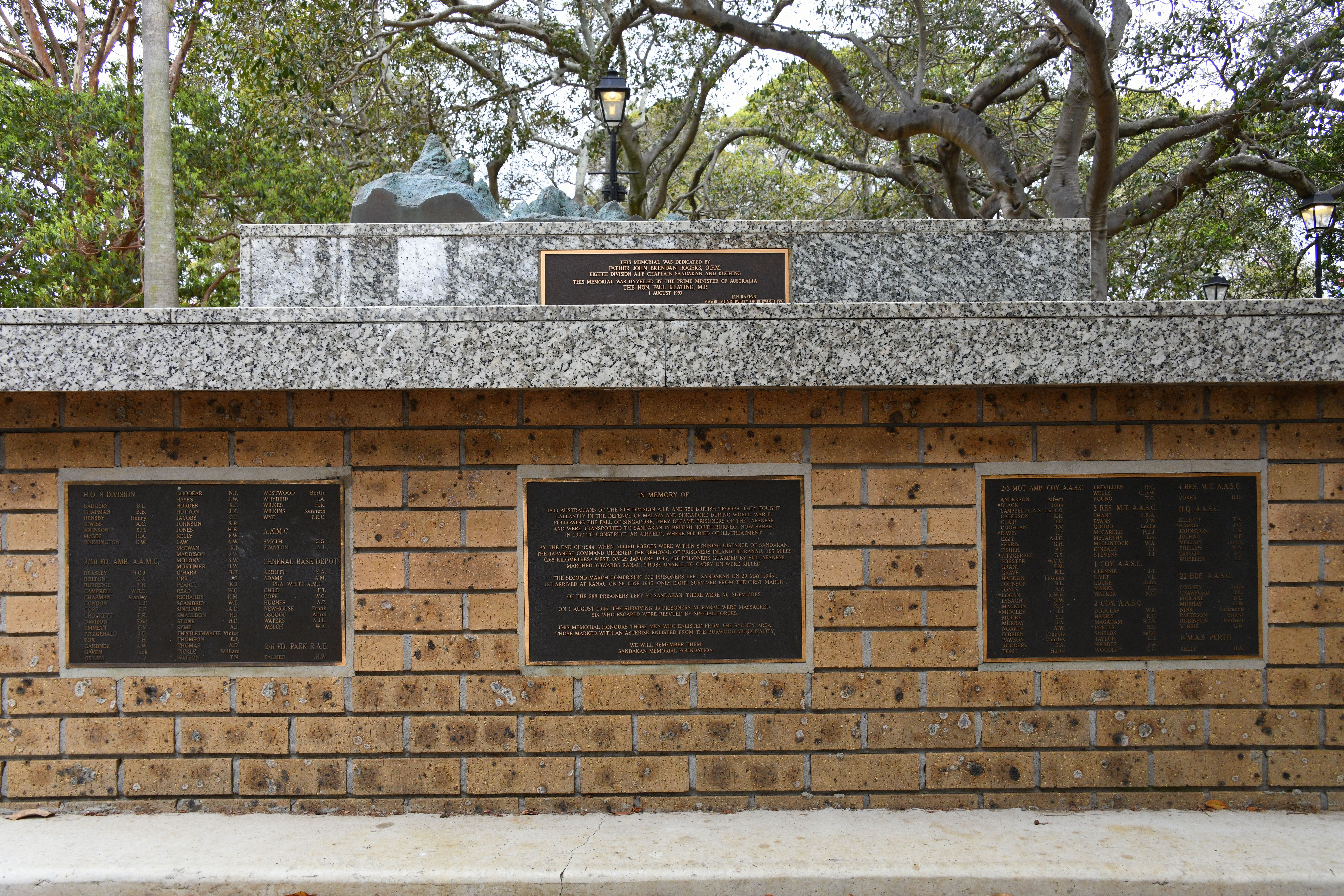
Pomnik w Burwood (dzielnica Sydney), jeden z sześciu wzniesionych z inicjatywy Sandakan Memorial Foundation

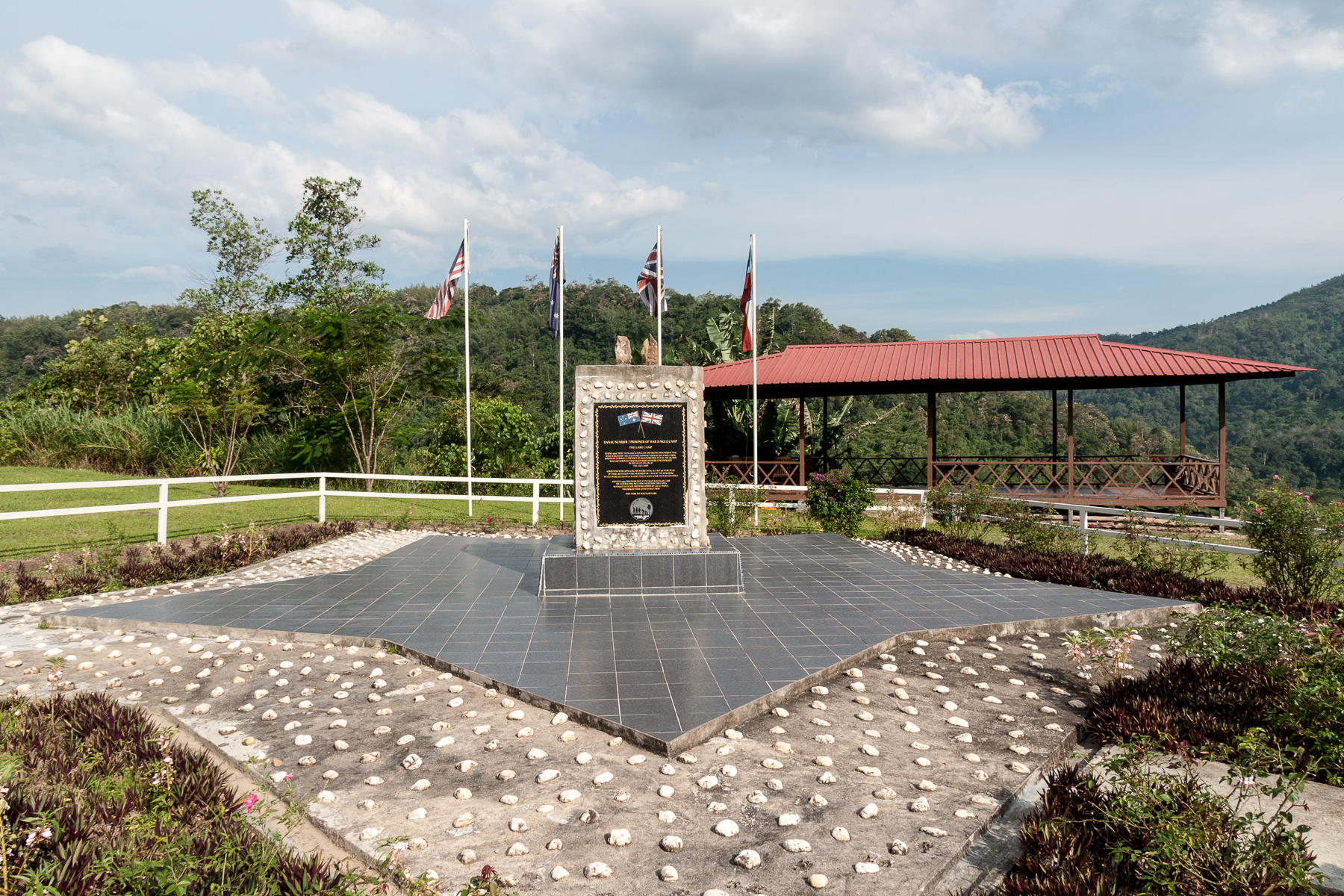
Last Camp Memorial w Ranau

Pierwsze upamiętnienie ofiar „marszu śmierci” powstało na terytorium Borneo Północnego (ob. malezyjski stan Sabah). Było nim Pomnik Wojenny i Ogrody Pamięci (War Memorial and Gardens), które wzniesiono w Kundasang nieopodal Ranau w 1962 roku.
W 1985 roku w miejscu, gdzie znajdował się pierwszy obóz jeniecki w Ranau, odsłonięto pomnik upamiętniający zamordowanych jeńców. Ma on formę kopca zbudowanego z kamieni rzecznych.
Obóz jeniecki w Sandakanie został początkowo upamiętniony niewielkim pomnikiem w formie stosu kamieni, odsłoniętym w 1986 roku. Pięć lat później oficjalnie otwarto Sandakan Memorial Park, który objął część terenu dawnego obozu nr 1. W drugiej połowie lat 90. miejsce pamięci uległo przebudowie i modernizacji, zmodyfikowano jego granice i uzupełniono go o nowe elementy. Ponowne otwarcie parku nastąpiło w marcu 1999 roku. Od 2003 roku na jego terenie organizowane są corocznie uroczystości rocznicowe.
Pierwszym upamiętnieniem ofiar Sandakanu, które powstało na terytorium Australii, był pomnik w formie strzaskanej kolumny, który odsłonięto we wrześniu 1989 roku w North Turramurra, przedmieściu Sydney. Drugi pomnik odsłonięto w 1991 roku w zachodnioaustralijskim miasteczku Boyup Brook. Pomnik ten, początkowo niewielki, został w 1994 roku zastąpiony większym monumentem, na którym wyryto nazwiska wszystkich ofiar Sandakanu pochodzących z Australii Zachodniej.
W 1993 roku powstała Sandakan Memorial Foundation. Z jej inicjatywy w ciągu następnych dwóch lat odsłonięto sześć identycznych w formie pomników, które upamiętniały ofiary obozu i „marszów śmierci”. Cztery pomniki stanęły w miastach Nowej Południowej Walii, piąty w Bendigo w stanie Wiktoria, a szósty w Brisbane. Pomnik w Burwood (dzielnicy Sydney) został odsłonięty przez premiera Paula Keatinga, którego wuj zmarł w obozie jenieckim w Sandakanie.
W 1999 roku dwie tablice upamiętniające ofiary Sandakanu zostały odsłonięte w Wielkiej Brytanii. Jedna znajduje się w kościele St Clement Danes (RAF Church) przy ulicy Strand w Londynie, a druga – w kościele garnizonowym przy Royal School of Artillery w Larkhill.
W latach 2005 i 2008 specjalne pamiątkowe witraże (the Windows of Remembrance, the Friendship Windows) zostały umieszczone w oknach kościoła St Michael and All Angels w Sandakanie, który w czasie wojny służył jako punkt postojowy dla alianckich żołnierzy, którzy zmierzali z portu do obozu jenieckiego. Upamiętniają zarówno zmarłych i zamordowanych jeńców, jak i mieszkańców Borneo, którzy nieśli im pomoc.
W 2007 roku pamiątkową tablicę odsłonięto w miejscu na szlaku, w którym został zamordowany australijski jeniec Allan Quailey. Miejsce to, znajdujące się na terenie plantacji herbaty, znane jest odtąd jako Quailey’s Hill.
27 sierpnia 2009 roku, w rocznicę wymordowania ostatnich jeńców w Ranau, nieopodal dawnego leśnego obozu nr 2 odsłonięto pomnik upamiętniający ofiary, znany pod nazwą Last Camp Memorial.
W kwietniu 2011 roku odsłonięto upamiętnienie „marszu śmierci” w Paginatan. Składa się nań niewielki kopiec z rzecznych kamieni i tablica informacyjna.

### Literatura, prasa i sztuka
Przez długi czas losom jeńców z Sandakanu poświęcano niewiele uwagi w australijskiej literaturze historycznej i wspomnieniowej. Spośród pierwszych publikacji poświęconych temu zagadnieniu wymienić można: reportaż radiowy Six From Borneo z 1947 roku, 12-stronnicową relację A.J. Sweetinga, zamieszczoną w IV tomie oficjalnej historii Australian War Memorial, wspomnienia Waltera Wallace pt. Escape from Hell. Dopiero w 1979 roku, po tym jak australijski rząd odtajnił wojenne archiwa, ukazała się pierwsza monografia historyczna poświęcona losom jeńców z Sandakanu, tj. From Hell to Eternity autorstwa Petera Firkinsa. Cztery lata później dziennikarz Tim Bowden z radia ABC przeprowadził serię wywiadów z byłymi jeńcami, którzy przeżyli pobyt w Sandakanie.
W kolejnych latach ukazały się następne książki poświęcone losom jeńców z Sandakanu, autorstwa historyków i śledczych Athola Moffitta, Lynette Silver, Kevina Smitha, Dona Walla i Paula Hama. W 2011 r. z inicjatywy Richarda Braithwaite, syna jednego z sześciu jeńców ocalałych z „marszu śmierci”, wydano drukiem wspomnienia japońskiego żołnierza Ueno Itsuyoshiego, który w czasie „marszów śmierci” pełnił służbę na Borneo Północnym (pod angielskim tytułem An End to a War. A Japanese Soldier’s Experience of the 1945 Death Marches of North Borneo).
„Sandakańskie marsze śmierci” zostały przedstawione w oratorium Sandakan Threnody z 2004 roku, hymnie żałobnym skomponowanym ku pamięci poległych, napisanym przez australijskiego kompozytora Jonathana Millsa, którego ojciec przeżył pobyt w Sandakanie w latach 1942–43.

### Inne
W 2005 roku utworzono Sandakan Memorial Scholarship Scheme. Fundusz ten udziela stypendiów utalentowanym uczniom z ubogich rodzin, które zamieszkują na obszarach wiejskich stanu Sabah. Jest to wyraz wdzięczności za pomoc, którą przedstawiciele ludów Kadazan i Dusun nieśli z narażeniem życia australijskim jeńcom wojennym.
W sierpniu 2005 roku, z inicjatywy towarzystwa historycznego Sabah Society, po raz pierwszy zorganizowano dziesięciodniowy marsz pamięci z Sandakanu do Ranau.
W 2012 roku australijski pisarz i historyk Paul Ham wystosował list otwarty do cesarza Akihito, wzywając go do wystosowania oficjalnych przeprosin za zbrodnie popełnione przez Japończyków podczas „sandakańskich marszów śmierci”.
Do wydarzeń w Sandakanie odniósł się premier Japonii Shinzō Abe w swoim przemówieniu skierowanym do deputowanych australijskiego parlamentu 8 lipca 2014 roku. Było to pierwsze w historii przemówienie do parlamentu tego kraju wygłoszone przez przywódcę Japonii. Abe w imieniu swoim i narodu japońskiego złożył wtedy kondolencje z powodu śmierci wielu Australiczyków w Sandakanie.
Dawne lotnisko wojskowe, przy którego budowie pracowali jeńcy, zostało po wojnie wyremontowane i jest obecnie użytkowane (2022) jako cywilny port lotniczy Sandakan.

### Szlak jeniecki

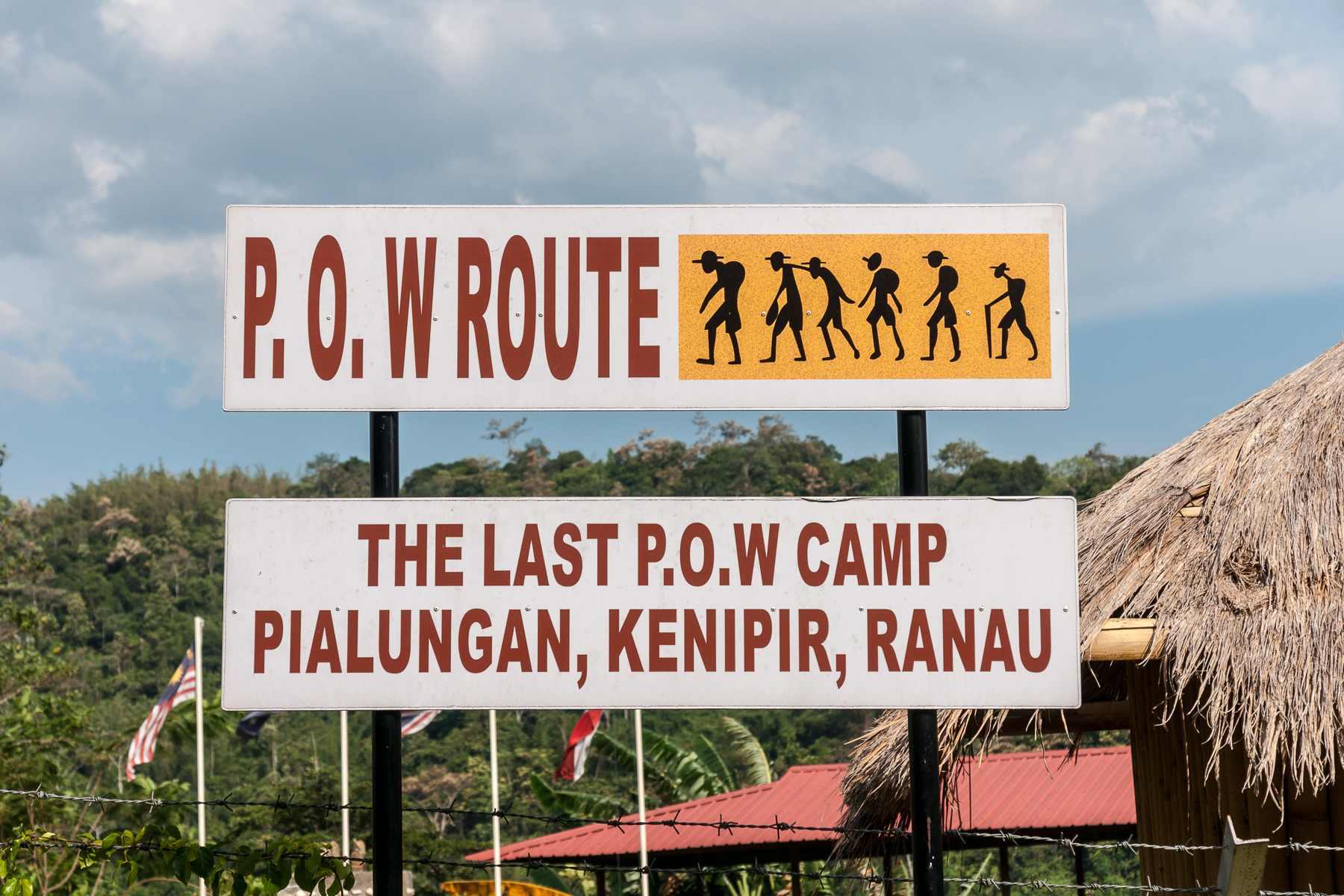
Tablica przy Last Camp Memorial w Ranau

Trasa „szlaku jenieckiego”, którą prowadzono jeńców podczas wszystkich trzech „sandakańskich marszów śmierci”, została udokumentowana w 1945 roku przez wojsko brytyjskie i australijskie. Trasa zaczyna się w Sandakanie, a kończy w „ostatnim obozie” w Ranau. Kluczowe punkty na trasie marszu są obecnie oznaczone tablicami informacyjnymi, na których namalowano sylwetki sześciu maszerujących jeńców.
W 2005 roku kwestia dokładnego przebiegu szlaku stała się obiektem sporu pomiędzy dwójką australijskich historyków: dr. Kevinem Smithem i Lynette Silver. Smith twierdził, że w Telupid trasa skręcała w prawo w kierunku Miruru przez dolinę Liwagu, lecz Silver argumentowała, że zgodnie z ręcznie narysowaną mapą, znalezioną przez członków Office of Australian War Graves, a której autentyczność potwierdzili w 2012 roku naukowcy z Australian Army History and Mapping, marsz nigdy nie dotarł do Miruru. Spór został zakończony, ponieważ dowody przedstawione przez Silver zostały poparte relacjami dwóch ostatnich żyjących świadków tamtych wydarzeń, rdzennych mieszkańców Borneo o nazwiskach Tuaty Akau i Zudin, którzy pomogli ustalić trasę przemarszu, a także byli świadkami marszów śmierci.
W 2011 roku przyszły premier Australii Scott Morrison, w tamtym czasie poseł z ramienia Liberalnej Partii Australii, był pierwszym politykiem tej rangi, który osobiście odtworzył znaczną część trasy i sam zdecydował się przejść w sześciodniowym marszu od Telupid do Ranau wraz z dwoma innymi australijskimi politykami – ministrem spraw wewnętrznych Jasonem Clarem i niezrzeszonym parlamentarzystą Robem Oakeshottem – a także z Lynette Silver, jej mężem Neilem Silverem i grupą 20 australijskich studentów.